# Puchar Świata w skokach narciarskich 2014/2015
Puchar Świata w skokach narciarskich 2014/2015 – 36. edycja Pucharu Świata mężczyzn w skokach narciarskich, która rozpoczęła się 22 listopada 2014 na skoczni Vogtland Arena w niemieckim Klingenthal. Finałowy konkurs został rozegrany 22 marca 2015 na Letalnicy w słoweńskiej Planicy. W ostatecznym terminarzu, zatwierdzonym w czerwcu 2014 w Barcelonie, znalazły się 32 konkursy indywidualne (w tym 6 w lotach narciarskich) oraz 5 konkursów drużynowych (z czego 1 na skoczni mamuciej).
W porównaniu z sezonem 2013/2014 nie zaplanowano konkursu mieszanego.
Z różnych powodów nastąpiły zmiany w kalendarzu PŚ podczas trwania sezonu:
- Drugi konkurs w Lillehammer został ograniczony do jednej serii z powodu niekorzystnych warunków atmosferycznych
- Drugi konkurs w Niżnym Tagile został zakończony po jednej serii z powodu silnego wiatru.
- Konkurs w Oberstdorfie 28 grudnia 2014 przerwano z powodu silnego wiatru i przesunięto na kolejny dzień[1].
- Drugi konkurs w Tauplitz/Bad Mitterndorf został odwołany z powodu niekorzystnych warunków atmosferycznych.
- Konkurs w Wiśle z powodu silnego wiatru został ograniczony do jednej serii.
- Konkursy w Libercu zaplanowane na dni 7–8 lutego 2015 zostały odwołane z powodu problemów finansowych organizatorów – zastąpiły je zawody w Titisee-Neustadt[2][3].
- Konkurs w Kuopio 10 marca 2015 został przeniesiony na skocznię HS100 z powodu niekorzystnych warunków atmosferycznych, a potem ograniczony do jednej serii.
- Konkurs drużynowy w Planicy został ograniczony do jednej serii z powodu silnego wiatru.

Podczas zawodów w norweskim Vikersund dwukrotnie pobito rekord świata w długości skoku narciarskiego. Pierwszego dnia zawodów, 14 lutego 2015, Słoweniec Peter Prevc osiągnął 250 m. Dzień później, podczas kwalifikacji, na odległość 254 m poleciał Rosjanin Dmitrij Wasiljew, który nie zdołał jednak ustać swojego skoku. Tego samego dnia w trakcie zawodów 251,5 m skoczył Norweg Anders Fannemel.
W sezonie 2014/2015 odbyła się jedna impreza, na której rozdano medale. Na terenie Szwecji, w Falun, w dniach 18 lutego – 1 marca 2015, zorganizowano Mistrzostwa Świata w Narciarstwie Klasycznym 2015, które nie były zaliczane do generalnej klasyfikacji Pucharu Świata i Pucharu Narodów.
Zdobywcą Kryształowej Kuli za sezon 2014/2015 został Niemiec Severin Freund. W trakcie całego sezonu taką samą liczbę punktów zdobył Słoweniec Peter Prevc, ale Freund wygrał dzięki większej liczbie zwycięstw w zawodach indywidualnych (formalnie obaj zawodnicy zajęli na koniec 1. miejsce). Sytuacja taka zdarzyła się po raz pierwszy w historii.

## Zwycięzcy

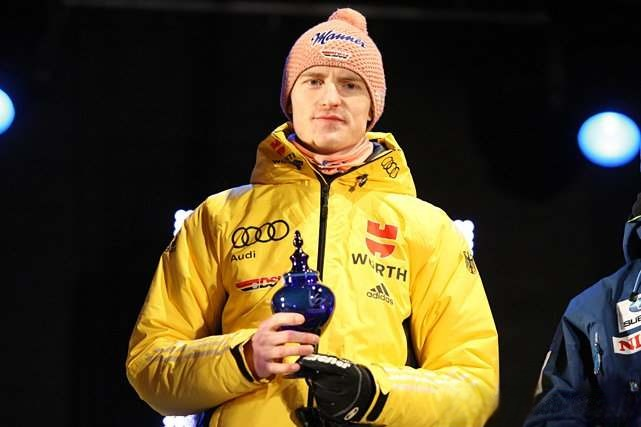
Severin Freund zdobywca Kryształowej Kuli za zwycięstwo w klasyfikacji generalnej Pucharu Świata
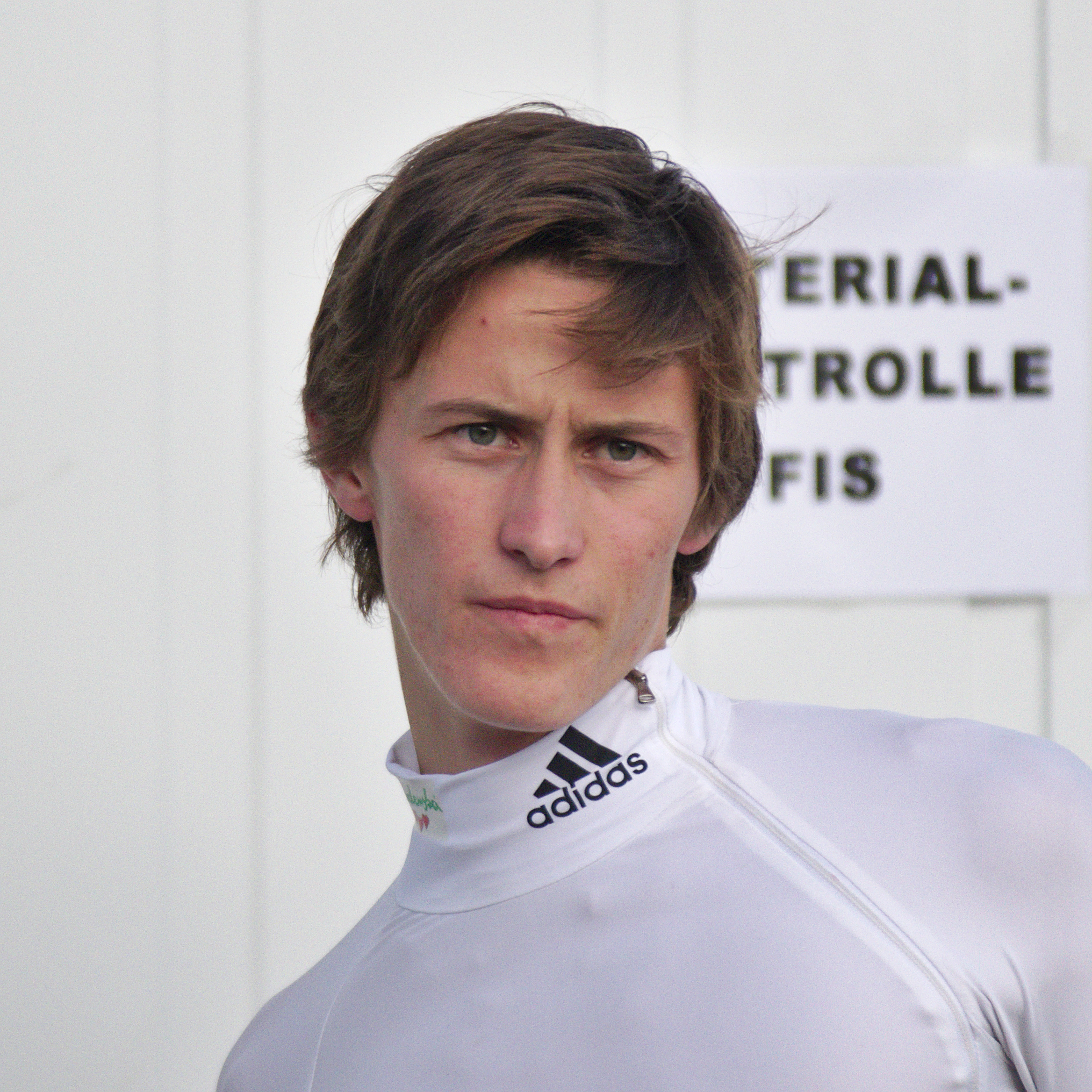
Peter Prevc zwycięzca Pucharu Świata w lotach narciarskich
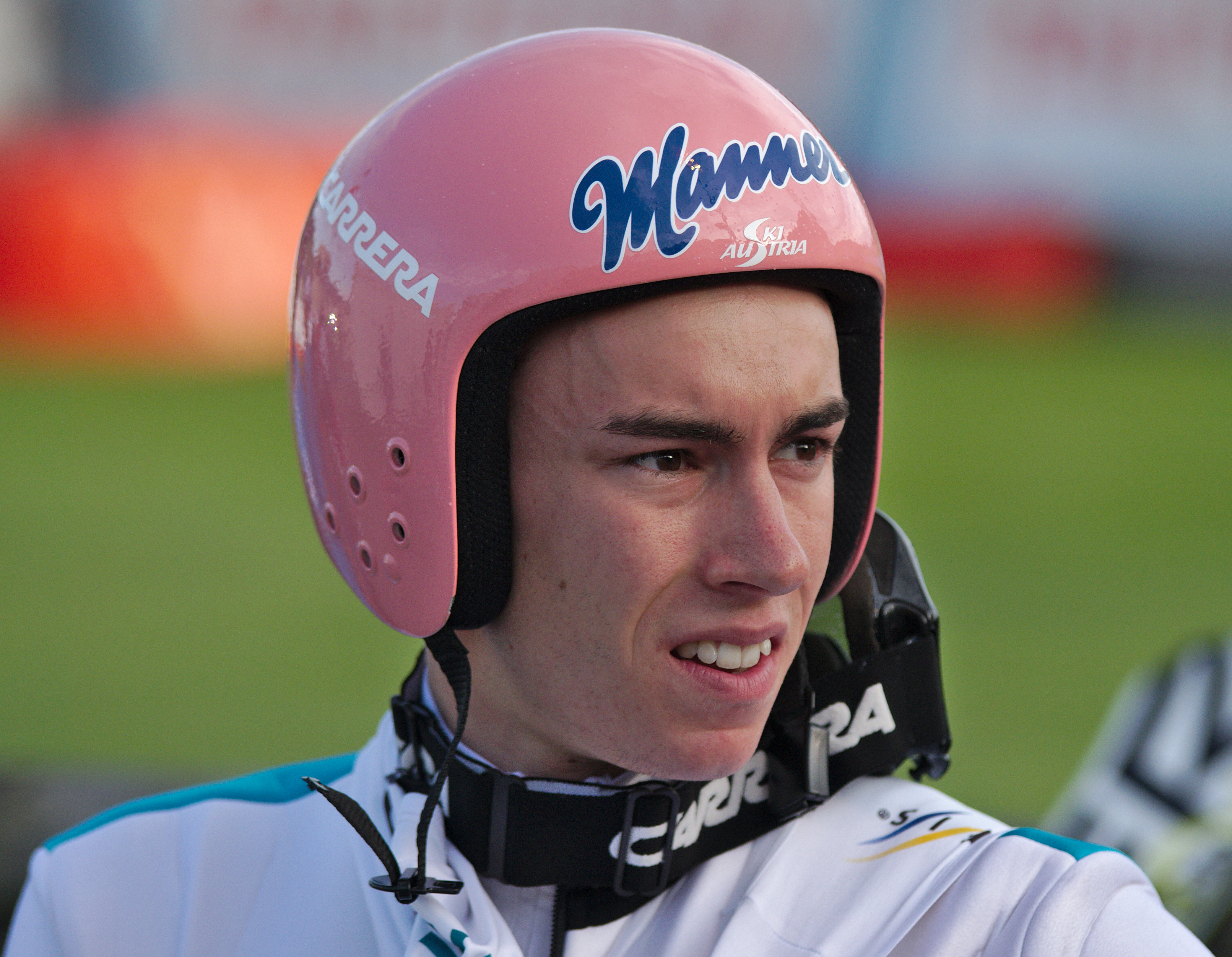
Stefan Kraft zwycięzca Turnieju Czterech Skoczni
Reprezentacja Niemiec, zwycięzca klasyfikacji Pucharu Narodów

## Kalendarz zawodów
| Lp.                                                                                 | Data                                                | Miejscowość                                         | HS                                                  | Uwagi                                               | 1. miejsce                                                                              | 2. miejsce                                                                             | 3. miejsce                                                                           |
| ----------------------------------------------------------------------------------- | --------------------------------------------------- | --------------------------------------------------- | --------------------------------------------------- | --------------------------------------------------- | --------------------------------------------------------------------------------------- | -------------------------------------------------------------------------------------- | ------------------------------------------------------------------------------------ |
| 1.                                                                                  | 22 listopada 2014                                   | Klingenthal (szczegóły)                             | HS140                                               | nocny, druż.                                        | Niemcy 1. Markus Eisenbichler 2. Richard Freitag 3. Andreas Wellinger 4. Severin Freund | Japonia 1. Reruhi Shimizu 2. Daiki Itō 3. Noriaki Kasai 4. Taku Takeuchi               | Norwegia 1. Rune Velta 2. Anders Jacobsen 3. Anders Fannemel 4. Anders Bardal        |
| 2.                                                                                  | 23 listopada 2014                                   | Klingenthal (szczegóły)                             | HS140                                               | –                                                   | Roman Koudelka                                                                          | Stefan Kraft                                                                           | Andreas Wellinger                                                                    |
| 3.                                                                                  | 28 listopada 2014                                   | Ruka (szczegóły)                                    | HS142                                               | nocny                                               | Simon Ammann                                                                            | Daiki Itō                                                                              | Noriaki Kasai                                                                        |
| 4.                                                                                  | 29 listopada 2014                                   | Ruka (szczegóły)                                    | HS142                                               | nocny                                               | Simon Ammann Noriaki Kasai                                                              | –                                                                                      | Severin Freund                                                                       |
| 5.                                                                                  | 6 grudnia 2014                                      | Lillehammer (szczegóły)                             | HS138                                               | nocny                                               | Gregor Schlierenzauer                                                                   | Anders Fannemel                                                                        | Michael Hayböck                                                                      |
| 6.                                                                                  | 7 grudnia 2014                                      | Lillehammer (szczegóły)                             | HS138                                               | [ a ]                                               | Roman Koudelka                                                                          | Peter Prevc                                                                            | Michael Hayböck                                                                      |
| 7.                                                                                  | 13 grudnia 2014                                     | Niżny Tagił (szczegóły)                             | HS134                                               | nocny                                               | Anders Fannemel                                                                         | Gregor Schlierenzauer                                                                  | Severin Freund                                                                       |
| 8.                                                                                  | 14 grudnia 2014                                     | Niżny Tagił (szczegóły)                             | HS134                                               | nocny                                               | Severin Freund                                                                          | Anders Fannemel                                                                        | Stefan Kraft                                                                         |
| 9.                                                                                  | 20 grudnia 2014                                     | Engelberg (szczegóły)                               | HS137                                               | –                                                   | Richard Freitag                                                                         | Roman Koudelka                                                                         | Jernej Damjan Michael Hayböck                                                        |
| 10.                                                                                 | 21 grudnia 2014                                     | Engelberg (szczegóły)                               | HS137                                               | –                                                   | Roman Koudelka                                                                          | Simon Ammann                                                                           | Michael Hayböck                                                                      |
| 11.                                                                                 | 29 grudnia 2014                                     | Oberstdorf (szczegóły)                              | HS137                                               | TCS, nocny                                          | Stefan Kraft                                                                            | Michael Hayböck                                                                        | Peter Prevc                                                                          |
| 12.                                                                                 | 1 stycznia 2015                                     | Garmisch-Partenkirchen (szczegóły)                  | HS140                                               | TCS                                                 | Anders Jacobsen                                                                         | Simon Ammann                                                                           | Peter Prevc                                                                          |
| 13.                                                                                 | 4 stycznia 2015                                     | Innsbruck (szczegóły)                               | HS130                                               | TCS                                                 | Richard Freitag                                                                         | Stefan Kraft                                                                           | Simon Ammann Noriaki Kasai                                                           |
| 14.                                                                                 | 6 stycznia 2015                                     | Bischofshofen (szczegóły)                           | HS140                                               | TCS, nocny                                          | Michael Hayböck                                                                         | Noriaki Kasai                                                                          | Stefan Kraft                                                                         |
| 63. Turniej Czterech Skoczni – klasyfikacja końcowa                                 | 63. Turniej Czterech Skoczni – klasyfikacja końcowa | 63. Turniej Czterech Skoczni – klasyfikacja końcowa | 63. Turniej Czterech Skoczni – klasyfikacja końcowa | 63. Turniej Czterech Skoczni – klasyfikacja końcowa | Stefan Kraft                                                                            | Michael Hayböck                                                                        | Peter Prevc                                                                          |
| 15.                                                                                 | 10 stycznia 2015                                    | Tauplitz/Bad Mitterndorf (szczegóły)                | HS225                                               | loty                                                | Severin Freund                                                                          | Stefan Kraft                                                                           | Jurij Tepeš                                                                          |
|                                                                                     | 11 stycznia 2015                                    | Tauplitz/Bad Mitterndorf (szczegóły)                | HS225                                               | loty                                                | odwołany                                                                                | odwołany                                                                               | odwołany                                                                             |
| 16.                                                                                 | 15 stycznia 2015                                    | Wisła (szczegóły)                                   | HS134                                               | nocny                                               | Stefan Kraft                                                                            | Peter Prevc                                                                            | Severin Freund                                                                       |
| 17.                                                                                 | 17 stycznia 2015                                    | Zakopane (szczegóły)                                | HS134                                               | nocny, druż.                                        | Niemcy 1. Michael Neumayer 2. Marinus Kraus 3. Richard Freitag 4. Severin Freund        | Austria 1. Michael Hayböck 2. Gregor Schlierenzauer 3. Thomas Diethart 4. Stefan Kraft | Słowenia 1. Jurij Tepeš 2. Nejc Dežman 3. Jernej Damjan 4. Peter Prevc               |
| 18.                                                                                 | 18 stycznia 2015                                    | Zakopane (szczegóły)                                | HS134                                               | –                                                   | Kamil Stoch                                                                             | Stefan Kraft                                                                           | Severin Freund                                                                       |
| 19.                                                                                 | 24 stycznia 2015                                    | Sapporo (szczegóły)                                 | HS134                                               | nocny                                               | Peter Prevc                                                                             | Stefan Kraft                                                                           | Roman Koudelka                                                                       |
| 20.                                                                                 | 25 stycznia 2015                                    | Sapporo (szczegóły)                                 | HS134                                               | –                                                   | Roman Koudelka                                                                          | Kamil Stoch                                                                            | Peter Prevc                                                                          |
| 21.                                                                                 | 30 stycznia 2015                                    | Willingen (szczegóły)                               | HS145                                               | nocny                                               | Kamil Stoch                                                                             | Peter Prevc                                                                            | Severin Freund                                                                       |
| 22.                                                                                 | 31 stycznia 2015                                    | Willingen (szczegóły)                               | HS145                                               | nocny, druż.                                        | Słowenia 1. Jurij Tepeš 2. Nejc Dežman 3. Jernej Damjan 4. Peter Prevc                  | Niemcy 1. Markus Eisenbichler 2. Marinus Kraus 3. Richard Freitag 4. Severin Freund    | Norwegia 1. Tom Hilde 2. Anders Jacobsen 3. Anders Fannemel 4. Rune Velta            |
| 23.                                                                                 | 1 lutego 2015                                       | Willingen (szczegóły)                               | HS145                                               | –                                                   | Severin Freund                                                                          | Rune Velta                                                                             | Roman Koudelka                                                                       |
| 24.                                                                                 | 7 lutego 2015                                       | Titisee-Neustadt (szczegóły)                        | HS142                                               | nocny                                               | Severin Freund                                                                          | Stefan Kraft                                                                           | Peter Prevc                                                                          |
| 25.                                                                                 | 8 lutego 2015                                       | Titisee-Neustadt (szczegóły)                        | HS142                                               | –                                                   | Anders Fannemel                                                                         | Kamil Stoch                                                                            | Roman Koudelka                                                                       |
| 26.                                                                                 | 14 lutego 2015                                      | Vikersund (szczegóły)                               | HS225                                               | loty, nocny                                         | Peter Prevc                                                                             | Anders Fannemel                                                                        | Noriaki Kasai                                                                        |
| 27.                                                                                 | 15 lutego 2015                                      | Vikersund (szczegóły)                               | HS225                                               | loty, nocny                                         | Severin Freund                                                                          | Anders Fannemel                                                                        | Johann André Forfang                                                                 |
|                                                                                     |                                                     |                                                     |                                                     |                                                     |                                                                                         |                                                                                        |                                                                                      |
| Mistrzostwa Świata w Narciarstwie Klasycznym 2015 • Falun, 18 lutego – 1 marca 2015 |                                                     |                                                     |                                                     |                                                     |                                                                                         |                                                                                        |                                                                                      |
|                                                                                     |                                                     |                                                     |                                                     |                                                     |                                                                                         |                                                                                        |                                                                                      |
| 28.                                                                                 | 7 marca 2015                                        | Lahti (szczegóły)                                   | HS130                                               | nocny, druż.                                        | Norwegia 1. Anders Bardal 2. Anders Jacobsen 3. Anders Fannemel 4. Rune Velta           | Niemcy 1. Richard Freitag 2. Marinus Kraus 3. Markus Eisenbichler 4. Severin Freund    | Japonia 1. Shōhei Tochimoto 2. Taku Takeuchi 3. Daiki Itō 4. Noriaki Kasai           |
| 29.                                                                                 | 8 marca 2015                                        | Lahti (szczegóły)                                   | HS130                                               | –                                                   | Stefan Kraft                                                                            | Severin Freund                                                                         | Anders Fannemel                                                                      |
| 30.                                                                                 | 10 marca 2015                                       | Kuopio (szczegóły)                                  | HS100                                               | nocny                                               | Severin Freund                                                                          | Anders Bardal                                                                          | Stefan Kraft Simon Ammann                                                            |
| 31.                                                                                 | 12 marca 2015                                       | Trondheim (szczegóły)                               | HS140                                               | nocny                                               | Severin Freund                                                                          | Peter Prevc                                                                            | Rune Velta                                                                           |
| 32.                                                                                 | 14 marca 2015                                       | Oslo (szczegóły)                                    | HS134                                               | nocny                                               | Severin Freund                                                                          | Peter Prevc                                                                            | Rune Velta                                                                           |
| 33.                                                                                 | 15 marca 2015                                       | Oslo (szczegóły)                                    | HS134                                               | –                                                   | Severin Freund                                                                          | Noriaki Kasai                                                                          | Peter Prevc Kamil Stoch                                                              |
| 34.                                                                                 | 20 marca 2015                                       | Planica (szczegóły)                                 | HS225                                               | loty                                                | Peter Prevc                                                                             | Jurij Tepeš                                                                            | Stefan Kraft                                                                         |
| 35.                                                                                 | 21 marca 2015                                       | Planica (szczegóły)                                 | HS225                                               | loty, druż.                                         | Słowenia 1. Jurij Tepeš 2. Anže Semenič 3. Robert Kranjec 4. Peter Prevc                | Austria 1. Stefan Kraft 2. Michael Hayböck 3. Manuel Fettner 4. Gregor Schlierenzauer  | Norwegia 1. Johann André Forfang 2. Kenneth Gangnes 3. Anders Fannemel 4. Rune Velta |
| 36.                                                                                 | 22 marca 2015                                       | Planica (szczegóły)                                 | HS225                                               | loty                                                | Jurij Tepeš                                                                             | Peter Prevc                                                                            | Rune Velta                                                                           |
|                                                                                     |                                                     |                                                     |                                                     |                                                     |                                                                                         |                                                                                        |                                                                                      |
| Klasyfikacje generalne                                                              | Klasyfikacje generalne                              | Klasyfikacje generalne                              | Klasyfikacje generalne                              | Klasyfikacje generalne                              | 1. miejsce                                                                              | 2. miejsce                                                                             | 3. miejsce                                                                           |
| Puchar Świata w skokach narciarskich 2014/2015                                      | Puchar Świata w skokach narciarskich 2014/2015      | Puchar Świata w skokach narciarskich 2014/2015      | Puchar Świata w skokach narciarskich 2014/2015      | Puchar Świata w skokach narciarskich 2014/2015      | Severin Freund                                                                          | Peter Prevc                                                                            | Stefan Kraft                                                                         |
| Puchar Świata w lotach narciarskich 2014/2015                                       | Puchar Świata w lotach narciarskich 2014/2015       | Puchar Świata w lotach narciarskich 2014/2015       | Puchar Świata w lotach narciarskich 2014/2015       | Puchar Świata w lotach narciarskich 2014/2015       | Peter Prevc                                                                             | Severin Freund                                                                         | Jurij Tepeš                                                                          |
| Puchar Narodów w skokach narciarskich 2014/2015                                     | Puchar Narodów w skokach narciarskich 2014/2015     | Puchar Narodów w skokach narciarskich 2014/2015     | Puchar Narodów w skokach narciarskich 2014/2015     | Puchar Narodów w skokach narciarskich 2014/2015     | Niemcy                                                                                  | Norwegia                                                                               | Austria                                                                              |

Legenda:
| zawody indywidualne | zawody drużynowe | Turniej Czterech Skoczni | PŚ w lotach |

## Skocznie
W tabeli podano rekordy skoczni obowiązujące przed rozpoczęciem Pucharu Świata 2014/2015 lub ustanowione w trakcie jego trwania.
|                | Nazwa skoczni              | Miejscowość              | Punkt K | HS    | Rekord skoczni | Rekord skoczni        | Rekord skoczni |
| -------------- | -------------------------- | ------------------------ | ------- | ----- | -------------- | --------------------- | -------------- |
|                | Vogtland Arena             | Klingenthal              | K125    | HS140 | 146,5 m        | Michael Uhrmann       | 02.02.2011     |
|                | Rukatunturi                | Ruka                     | K120    | HS142 | 147,0 m        | Gregor Schlierenzauer | 01.12.2007     |
|                | Lysgårdsbakken             | Lillehammer              | K123    | HS138 | 146,0 m        | Simon Ammann          | 06.12.2009     |
|                | Aist                       | Niżny Tagił              | K120    | HS134 | 138,0 m        | Stefan Kraft          | 14.12.2014     |
|                | Gross-Titlis-Schanze       | Engelberg                | K125    | HS137 | 141,0 m        | Janne Ahonen          | 18.12.2004     |
| Simon Ammann   | Gross-Titlis-Schanze       | Engelberg                | K125    | HS137 | 141,0 m        | 20.12.2009            |                |
| Jan Ziobro     | Gross-Titlis-Schanze       | Engelberg                | K125    | HS137 | 141,0 m        | 21.12.2013            |                |
| Anders Bardal  | Gross-Titlis-Schanze       | Engelberg                | K125    | HS137 | 141,0 m        | 19.12.2014            |                |
|                | Schattenbergschanze        | Oberstdorf               | K120    | HS137 | 143,5 m        | Sigurd Pettersen      | 29.12.2003     |
|                | Große Olympiaschanze       | Garmisch-Partenkirchen   | K125    | HS140 | 143,5 m        | Simon Ammann          | 01.01.2010     |
|                | Bergisel                   | Innsbruck                | K120    | HS130 | 137 m          | Stefan Kraft          | 04.01.2015     |
|                | Paul-Ausserleitner-Schanze | Bischofshofen            | K125    | HS140 | 143,0 m        | Daiki Itō             | 06.01.2005     |
|                | Kulm                       | Tauplitz/Bad Mitterndorf | K200    | HS225 | 237,5 m        | Severin Freund        | 09.01.2015     |
|                | im. Adama Małysza          | Wisła                    | K120    | HS134 | 139,0 m        | Stefan Kraft          | 08.01.2013     |
|                | Wielka Krokiew             | Zakopane                 | K120    | HS134 | 140,5 m        | Simon Ammann          | 23.01.2010     |
|                | Ōkurayama                  | Sapporo                  | K120    | HS134 | 140,0 m        | Roar Ljøkelsøy        | 22.01.2006     |
| Andreas Kofler | Ōkurayama                  | Sapporo                  | K120    | HS134 | 140,0 m        | 26.01.2014            |                |
| Kamil Stoch    | Ōkurayama                  | Sapporo                  | K120    | HS134 | 140,0 m        | 25.01.2015            |                |
|                | Mühlenkopfschanze          | Willingen                | K130    | HS145 | 152,0 m        | Janne Ahonen          | 09.01.2005     |
| Jurij Tepeš    | Mühlenkopfschanze          | Willingen                | K130    | HS145 | 152,0 m        | 01.02.2014            |                |
|                | Hochfirstschanze           | Titisee-Neustadt         | K125    | HS142 | 145,0 m        | Sven Hannawald        | 02.12.2001     |
| Adam Małysz    | Hochfirstschanze           | Titisee-Neustadt         | K125    | HS142 | 145,0 m        | 03.02.2007            |                |
|                | Vikersundbakken            | Vikersund                | K200    | HS225 | 251,5 m        | Anders Fannemel       | 15.02.2015     |
|                | Salpausselkä               | Lahti                    | K116    | HS130 | 135,5 m        | Andreas Widhölzl      | 04.03.2006     |
|                | Puijo                      | Kuopio                   | K92     | HS100 | 106,0 m        | Simon Ammann          | 10.03.2015     |
|                | Granåsen                   | Trondheim                | K124    | HS140 | 143,0 m        | Michael Hayböck       | 12.03.2015     |
|                | Holmenkollbakken           | Oslo                     | K120    | HS134 | 141,0 m        | Andreas Kofler        | 05.03.2011     |
|                | Letalnica                  | Planica                  | K200    | HS225 | 248,5 m        | Peter Prevc           | 20.03.2015     |

## Statystyki indywidualne
| Zawodnik | Klingenthal 23.11 | Ruka 28.11 | Ruka 29.11 | Lillehammer 06.12 | Lillehammer 07.12 | Niżny Tagił 13.12 | Niżny Tagił 14.12 | Engelberg 20.12 | Engelberg 21.12 | Oberstdorf 29.12 | Garmisch-Partenkirchen 01.01 | Innsbruck 04.01 | Bischofshofen 06.01 | Tauplitz 10.01 | Wisła 15.01 | Zakopane 18.01 | Sapporo 24.01 | Sapporo 25.01 | Willingen 30.01 | Willingen 01.02 | Titisee-Neustadt 07.02 | Titisee-Neustadt 08.02 | Vikersund 14.02 | Vikersund 15.02 | Lahti 08.03 | Kuopio 10.03 | Trondheim 12.03 | Oslo 14.03 | Oslo 15.03 | Planica 20.03 | Planica 22.03 |
| Austria | Austria           | Austria    | Austria    | Austria           | Austria           | Austria           | Austria           | Austria         | Austria         | Austria          | Austria                      | Austria         | Austria             | Austria        | Austria     | Austria        | Austria       | Austria       | Austria         | Austria         | Austria                | Austria                | Austria         | Austria         | Austria     | Austria      | Austria         | Austria    | Austria    | Austria       | Austria       |
| --- | ----------------- | ---------- | ---------- | ----------------- | ----------------- | ----------------- | ----------------- | --------------- | --------------- | ---------------- | ---------------------------- | --------------- | ------------------- | -------------- | ----------- | -------------- | ------------- | ------------- | --------------- | --------------- | ---------------------- | ---------------------- | --------------- | --------------- | ----------- | ------------ | --------------- | ---------- | ---------- | ------------- | ------------- |
| Clemens Aigner | –                 | –          | –          | –                 | –                 | –                 | –                 | –               | –               | –                | –                            | 50              | 39                  | –              | –           | –              | –             | –             | –               | –               | –                      | –                      | q               | q               | –           | –            | –               | –          | –          | –             | –             |
| Florian Altenburger | –                 | –          | –          | –                 | –                 | –                 | –                 | –               | –               | –                | –                            | q               | q                   | –              | –           | –              | –             | –             | –               | –               | –                      | –                      | q               | q               | –           | –            | –               | –          | –          | –             | –             |
| Thomas Diethart | 40                | 32         | 33         | 31                | 50                | –                 | –                 | 17              | 32              | 27               | 25                           | 23              | 23                  | 21             | 34          | q              | 21            | 21            | –               | –               | 30                     | 42                     | –               | –               | 28          | 14           | 24              | 42         | q          | –             | –             |
| Manuel Fettner | –                 | –          | –          | –                 | –                 | –                 | –                 | –               | –               | q                | q                            | 17              | 24                  | 20             | 25          | 29             | 17            | 31            | 29              | 31              | 20                     | 23                     | –               | –               | 21          | 44           | 42              | 21         | 14         | 14            | 16            |
| Simon Greiderer | –                 | –          | –          | –                 | –                 | –                 | –                 | –               | –               | –                | –                            | –               | –                   | –              | –           | –              | –             | –             | –               | –               | –                      | –                      | 34              | 30              | –           | –            | –               | –          | –          | –             | –             |
| Michael Hayböck | 9                 | 5          | 5          | 3                 | 3                 | 9                 | 5                 | 3               | 3               | 2                | 7                            | 6               | 1                   | 16             | 4           | 5              | 4             | 10            | 20              | 18              | 15                     | 9                      | –               | –               | 9           | 7            | 4               | 13         | 29         | 7             | 6             |
| Daniel Huber | –                 | –          | –          | –                 | –                 | –                 | –                 | –               | –               | –                | –                            | q               | q                   | –              | –           | –              | –             | –             | –               | –               | –                      | –                      | –               | –               | –           | –            | –               | –          | –          | –             | –             |
| Andreas Kofler | 37                | 4          | 15         | 44                | 38                | 46                | 11                | 37              | 18              | 5                | 12                           | 43              | 46                  | –              | q           | 50             | –             | –             | 28              | 34              | –                      | –                      | –               | –               | –           | –            | –               | –          | –          | –             | –             |
| Stefan Kraft | 2                 | 13         | 13         | 17                | 11                | 4                 | 3                 | 6               | 9               | 1                | 6                            | 2               | 3                   | 2              | 1           | 2              | 2             | 4             | 7               | 6               | 2                      | 5                      | –               | –               | 1           | 3            | 9               | 10         | 5          | 3             | 4             |
| Wolfgang Loitzl | q                 | 26         | 28         | q                 | 47                | –                 | –                 | 40              | q               | –                | –                            | –               | –                   | –              | –           | –              | –             | –             | –               | –               | –                      | –                      | –               | –               | –           | –            | –               | –          | –          | –             | –             |
| Manuel Poppinger | –                 | –          | –          | –                 | –                 | –                 | –                 | –               | –               | q                | q                            | 31              | 30                  | 32             | –           | –              | 10            | 19            | 36              | 22              | 26                     | 27                     | 24              | 7               | 23          | 16           | 31              | 49         | 33         | 32            | 26            |
| Markus Schiffner | –                 | –          | –          | –                 | –                 | –                 | –                 | –               | –               | –                | –                            | q               | q                   | –              | –           | –              | –             | –             | –               | –               | –                      | –                      | q               | 37              | –           | –            | –               | –          | –          | –             | –             |
| Gregor Schlierenzauer | 15                | 24         | 12         | 1                 | 13                | 2                 | 4                 | 23              | 11              | 17               | 4                            | 5               | 7                   | 24             | 38          | 15             | –             | –             | 13              | 20              | 7                      | 10                     | –               | –               | 7           | 27           | 8               | 17         | 17         | 12            | 9             |
| Elias Tollinger | –                 | –          | –          | –                 | –                 | –                 | –                 | –               | –               | –                | –                            | q               | 42                  | –              | –           | –              | –             | –             | –               | –               | –                      | –                      | –               | –               | –           | –            | –               | –          | –          | –             | –             |
| Ulrich Wohlgenannt | –                 | –          | –          | –                 | –                 | –                 | –                 | –               | –               | –                | –                            | q               | q                   | –              | –           | –              | 33            | 39            | –               | –               | –                      | –                      | 22              | 29              | 39          | dsq          | 28              | 33         | 46         | –             | –             |
| Bułgaria |                   |            |            |                   |                   |                   |                   |                 |                 |                  |                              |                 |                     |                |             |                |               |               |                 |                 |                        |                        |                 |                 |             |              |                 |            |            |               |               |
| Władimir Zografski | –                 | –          | –          | 27                | 32                | –                 | –                 | q               | 51              | q                | 45                           | 48              | q                   | –              | 32          | 41             | –             | –             | 41              | 45              | 49                     | 44                     | 35              | dsq             | 24          | 51           | 45              | 43         | 31         | 39            | –             |
| Czechy |                   |            |            |                   |                   |                   |                   |                 |                 |                  |                              |                 |                     |                |             |                |               |               |                 |                 |                        |                        |                 |                 |             |              |                 |            |            |               |               |
| Antonín Hájek | 30                | q          | 34         | q                 | 45                | q                 | 25                | –               | –               | q                | q                            | –               | –                   | 30             | q           | 39             | –             | –             | –               | –               | –                      | –                      | q               | 20              | 41          | 59           | 36              | 47         | 27         | 30            | –             |
| Lukáš Hlava | –                 | –          | –          | 36                | 36                | 44                | 33                | q               | 27              | –                | –                            | q               | q                   | –              | 48          | q              | –             | –             | q               | 47              | q                      | 48                     | –               | –               | –           | –            | –               | –          | –          | q             | –             |
| František Holík | –                 | –          | –          | –                 | –                 | –                 | –                 | –               | –               | –                | –                            | –               | –                   | –              | –           | –              | 49            | –             | –               | –               | –                      | –                      | –               | –               | –           | –            | –               | –          | –          | –             | –             |
| Miloš Kadlec | –                 | –          | –          | –                 | –                 | –                 | –                 | –               | –               | –                | –                            | –               | –                   | –              | –           | –              | –             | –             | –               | –               | –                      | –                      | q               | 36              | –           | –            | –               | –          | –          | –             | –             |
| Čestmír Kožíšek | –                 | –          | –          | –                 | –                 | –                 | –                 | –               | –               | –                | –                            | –               | –                   | q              | –           | –              | –             | –             | –               | –               | –                      | –                      | q               | 38              | –           | –            | –               | –          | –          | –             | –             |
| Jakub Janda | 32                | 31         | q          | –                 | –                 | 21                | 26                | q               | 39              | q                | 40                           | 46              | 35                  | –              | –           | –              | –             | –             | 39              | 28              | 27                     | 33                     | –               | –               | 33          | 22           | 34              | 31         | 28         | –             | –             |
| Roman Koudelka | 1                 | 10         | 6          | 11                | 1                 | –                 | –                 | 2               | 1               | 7                | 11                           | 10              | 13                  | 10             | 12          | 8              | 3             | 1             | 6               | 3               | 5                      | 3                      | –               | –               | 14          | 38           | 7               | 37         | 9          | 29            | 24            |
| Jan Matura | 22                | 28         | 20         | 49                | 19                | 20                | 17                | 44              | 50              | q                | 27                           | 26              | 27                  | 15             | q           | 42             | 28            | 25            | 49              | 40              | q                      | 47                     | –               | –               | 43          | 40           | 35              | 46         | 19         | 27            | –             |
| Viktor Polášek | –                 | –          | –          | –                 | –                 | –                 | –                 | –               | –               | –                | –                            | –               | –                   | –              | –           | –              | 45            | 46            | –               | –               | –                      | –                      | –               | –               | –           | –            | –               | –          | –          | –             | –             |
| Filip Sakala | –                 | –          | –          | –                 | –                 | –                 | –                 | –               | –               | –                | –                            | –               | –                   | –              | –           | –              | –             | –             | –               | –               | –                      | –                      | q               | q               | –           | –            | –               | –          | –          | –             | –             |
| Vojtěch Štursa | –                 | –          | –          | –                 | –                 | –                 | –                 | –               | –               | –                | –                            | –               | –                   | –              | –           | –              | –             | q             | –               | –               | –                      | –                      | –               | –               | –           | –            | –               | –          | –          | –             | –             |
| Estonia |                   |            |            |                   |                   |                   |                   |                 |                 |                  |                              |                 |                     |                |             |                |               |               |                 |                 |                        |                        |                 |                 |             |              |                 |            |            |               |               |
| Martti Nõmme | –                 | q          | q          | q                 | 49                | –                 | –                 | q               | q               | q                | q                            | q               | q                   | –              | –           | –              | –             | –             | –               | –               | q                      | q                      | –               | –               | q           | 55           | –               | –          | –          | q             | –             |
| Siim-Tanel Sammelselg | –                 | 47         | q          | q                 | q                 | –                 | –                 | q               | q               | q                | q                            | q               | q                   | –              | –           | –              | –             | –             | –               | –               | q                      | q                      | –               | –               | q           | 61           | –               | –          | –          | q             | –             |
| Finlandia |                   |            |            |                   |                   |                   |                   |                 |                 |                  |                              |                 |                     |                |             |                |               |               |                 |                 |                        |                        |                 |                 |             |              |                 |            |            |               |               |
| Antti Aalto | –                 | q          | q          | –                 | –                 | –                 | –                 | –               | –               | –                | –                            | –               | –                   | –              | –           | –              | –             | –             | –               | –               | –                      | –                      | –               | –               | –           | –            | –               | –          | –          | –             | –             |
| Janne Ahonen | –                 | 29         | 32         | –                 | –                 | –                 | –                 | –               | –               | –                | –                            | –               | –                   | –              | –           | –              | –             | –             | 31              | 30              | –                      | –                      | –               | –               | 35          | 20           | q               | 24         | 40         | 23            | –             |
| Lauri Asikainen | 19                | 8          | 21         | 18                | 10                | 13                | 34                | 35              | 17              | 11               | 38                           | 30              | 40                  | –              | 40          | 47             | –             | –             | –               | –               | –                      | –                      | –               | –               | 42          | 28           | q               | 36         | 35         | q             | 29            |
| Sami Heiskanen | –                 | –          | –          | –                 | –                 | –                 | –                 | –               | –               | –                | –                            | –               | –                   | –              | –           | –              | –             | –             | –               | –               | –                      | –                      | q               | q               | –           | –            | –               | –          | –          | –             | –             |
| Sebastian Klinga | –                 | q          | q          | –                 | –                 | –                 | –                 | –               | –               | –                | –                            | –               | –                   | q              | –           | –              | 48            | q             | –               | –               | –                      | –                      | q               | q               | –           | –            | –               | –          | –          | –             | –             |
| Anssi Koivuranta | q                 | 35         | 27         | 41                | 25                | –                 | –                 | 26              | 41              | 36               | 49                           | 42              | 37                  | –              | 28          | 49             | –             | –             | –               | –               | 45                     | 40                     | –               | –               | –           | –            | –               | –          | –          | –             | –             |
| Ville Larinto | –                 | 21         | 22         | q                 | 33                | 37                | 15                | 43              | 33              | –                | –                            | –               | –                   | q              | –           | –              | 38            | 48            | –               | –               | 39                     | 38                     | –               | –               | q           | –            | –               | –          | –          | –             | –             |
| Jarkko Määttä | 23                | 36         | 17         | q                 | 24                | 27                | 12                | 36              | 37              | 46               | 18                           | 20              | 48                  | 31             | 31          | 44             | –             | –             | 50              | 17              | 41                     | 26                     | –               | –               | 8           | 60           | 39              | q          | q          | 28            | 14            |
| Olli Muotka | –                 | q          | 47         | –                 | –                 | –                 | –                 | –               | –               | –                | –                            | –               | –                   | –              | –           | –              | –             | –             | q               | q               | –                      | –                      | –               | –               | –           | –            | –               | –          | –          | –             | –             |
| Sami Niemi | 24                | 37         | 35         | –                 | –                 | 38                | 20                | –               | –               | q                | 35                           | 49              | q                   | –              | –           | –              | 30            | 36            | –               | –               | 48                     | q                      | –               | –               | –           | –            | –               | –          | –          | –             | –             |
| Harri Olli | –                 | 45         | q          | –                 | –                 | –                 | –                 | –               | –               | –                | –                            | –               | –                   | –              | –           | –              | –             | –             | q               | q               | –                      | –                      | 30              | 39              | –           | 39           | q               | q          | 43         | q             | –             |
| Francja |                   |            |            |                   |                   |                   |                   |                 |                 |                  |                              |                 |                     |                |             |                |               |               |                 |                 |                        |                        |                 |                 |             |              |                 |            |            |               |               |
| Vincent Descombes Sevoie | 12                | 34         | 48         | 50                | q                 | –                 | –                 | 18              | 25              | 29               | 48                           | q               | q                   | 19             | –           | –              | 9             | 13            | 27              | 42              | 43                     | 41                     | q               | 22              | 46          | 12           | 30              | 26         | 15         | 24            | 20            |
| Ronan Lamy Chappuis | –                 | q          | q          | 39                | q                 | –                 | –                 | 32              | 30              | q                | 44                           | 25              | q                   | 38             | –           | –              | 33            | 27            | 32              | 32              | q                      | q                      | 33              | q               | q           | 29           | q               | q          | 47         | –             | –             |
| Nicolas Mayer | –                 | –          | –          | –                 | –                 | –                 | –                 | –               | –               | –                | –                            | –               | –                   | –              | –           | –              | –             | –             | –               | –               | –                      | –                      | –               | –               | q           | 45           | q               | q          | 49         | –             | –             |
| Grecja |                   |            |            |                   |                   |                   |                   |                 |                 |                  |                              |                 |                     |                |             |                |               |               |                 |                 |                        |                        |                 |                 |             |              |                 |            |            |               |               |
| Nikos Polichronidis | –                 | –          | –          | –                 | –                 | –                 | –                 | –               | –               | q                | q                            | q               | –                   | –              | –           | –              | q             | q             | q               | q               | –                      | –                      | –               | –               | –           | –            | –               | –          | –          | q             | –             |
| Holandia |                   |            |            |                   |                   |                   |                   |                 |                 |                  |                              |                 |                     |                |             |                |               |               |                 |                 |                        |                        |                 |                 |             |              |                 |            |            |               |               |
| Lars Antonissen | –                 | –          | –          | –                 | –                 | –                 | –                 | –               | –               | –                | –                            | –               | –                   | –              | –           | –              | –             | –             | –               | –               | –                      | –                      | –               | –               | –           | –            | –               | q          | 51         | –             | –             |
| Japonia |                   |            |            |                   |                   |                   |                   |                 |                 |                  |                              |                 |                     |                |             |                |               |               |                 |                 |                        |                        |                 |                 |             |              |                 |            |            |               |               |
| Yūmu Harada | –                 | –          | –          | –                 | –                 | –                 | –                 | –               | –               | –                | –                            | –               | –                   | –              | –           | –              | 47            | q             | –               | –               | –                      | –                      | –               | –               | –           | –            | –               | –          | –          | –             | –             |
| Daiki Itō | 26                | 2          | 18         | 4                 | 14                | –                 | –                 | –               | –               | 9                | 26                           | 34              | q                   | 22             | 20          | 18             | 14            | 6             | 25              | 11              | 18                     | 4                      | 8               | 11              | 26          | 21           | 15              | 23         | 36         | 19            | 12            |
| Kenshirō Itō | –                 | –          | –          | –                 | –                 | 36                | 29                | 49              | 38              | –                | –                            | –               | –                   | –              | –           | –              | 41            | 37            | –               | –               | –                      | –                      | –               | –               | –           | –            | –               | –          | –          | –             | –             |
| Noriaki Kasai | 6                 | 3          | 1          | 12                | 17                | –                 | –                 | –               | –               | 8                | 8                            | 3               | 2                   | 5              | 10          | 9              | 6             | 8             | 9               | 9               | 6                      | 11                     | 3               | 5               | 5           | 13           | 10              | 4          | 2          | 5             | 8             |
| Junshirō Kobayashi | q                 | 38         | 36         | 28                | 21                | –                 | –                 | –               | –               | 41               | 29                           | 41              | 47                  | 18             | q           | 33             | –             | –             | –               | –               | 23                     | 17                     | q               | 24              | 31          | 32           | 13              | 19         | 39         | 25            | –             |
| Kento Sakuyama | –                 | –          | –          | –                 | –                 | 28                | 28                | 19              | q               | 36               | 32                           | 39              | 36                  | q              | 30          | 34             | 22            | 22            | 40              | 35              | 35                     | 28                     | 28              | 25              | q           | 18           | 46              | 35         | 48         | q             | –             |
| Yukiya Satō | –                 | –          | –          | –                 | –                 | –                 | –                 | –               | –               | –                | –                            | –               | –                   | –              | –           | –              | 39            | 43            | –               | –               | –                      | –                      | –               | –               | –           | –            | –               | –          | –          | –             | –             |
| Reruhi Shimizu | 46                | q          | 46         | 47                | q                 | –                 | –                 | –               | –               | q                | q                            | q               | 49                  | q              | 39          | q              | q             | 44            | –               | –               | –                      | –                      | –               | –               | –           | –            | –               | –          | –          | –             | –             |
| Shō Suzuki | –                 | –          | –          | –                 | –                 | –                 | –                 | –               | –               | –                | –                            | –               | –                   | –              | –           | –              | 43            | q             | –               | –               | –                      | –                      | –               | –               | –           | –            | –               | –          | –          | –             | –             |
| Taku Takeuchi | 13                | 22         | 47         | q                 | 16                | –                 | –                 | –               | –               | 20               | 19                           | q               | 16                  | 17             | 11          | 12             | 11            | 34            | 22              | 41              | 25                     | 14                     | 9               | 19              | 12          | 5            | 40              | 8          | 20         | 21            | 28            |
| Shōhei Tochimoto | –                 | –          | –          | –                 | –                 | 25                | 22                | q               | 43              | –                | –                            | –               | –                   | –              | –           | –              | q             | 33            | 34              | 21              | 31                     | 37                     | 31              | 13              | 36          | 49           | 21              | 41         | 11         | q             | –             |
| Hiroaki Watanabe | –                 | –          | –          | –                 | –                 | –                 | –                 | –               | –               | –                | –                            | –               | –                   | –              | –           | –              | q             | q             | –               | –               | –                      | –                      | –               | –               | –           | –            | –               | –          | –          | –             | –             |
| Yūta Watase | –                 | –          | –          | –                 | –                 | 43                | 41                | 46              | q               | –                | –                            | –               | –                   | –              | –           | –              | –             | –             | –               | –               | –                      | –                      | –               | –               | –           | –            | –               | –          | –          | –             | –             |
| Kazuya Yoshioka | –                 | –          | –          | –                 | –                 | –                 | –                 | –               | –               | –                | –                            | –               | –                   | –              | –           | –              | q             | q             | –               | –               | –                      | –                      | –               | –               | –           | –            | –               | –          | –          | –             | –             |
| Kanada |                   |            |            |                   |                   |                   |                   |                 |                 |                  |                              |                 |                     |                |             |                |               |               |                 |                 |                        |                        |                 |                 |             |              |                 |            |            |               |               |
| Trevor Morrice | –                 | –          | –          | –                 | –                 | –                 | –                 | –               | –               | –                | –                            | –               | –                   | –              | –           | –              | q             | 47            | –               | –               | –                      | –                      | q               | q               | –           | –            | –               | –          | –          | q             | –             |
| Matthew Rowley | –                 | –          | –          | –                 | –                 | –                 | –                 | q               | q               | 31               | q                            | q               | q                   | –              | q           | q              | –             | –             | q               | q               | –                      | –                      | –               | –               | q           | 48           | q               | q          | q          | –             | –             |
| Kazachstan |                   |            |            |                   |                   |                   |                   |                 |                 |                  |                              |                 |                     |                |             |                |               |               |                 |                 |                        |                        |                 |                 |             |              |                 |            |            |               |               |
| Sabirżan Muminow | –                 | –          | –          | –                 | –                 | –                 | –                 | –               | –               | –                | –                            | –               | –                   | –              | –           | –              | –             | –             | –               | –               | –                      | –                      | –               | –               | q           | 53           | –               | –          | –          | –             | –             |
| Konstantin Sokolenko | 48                | –          | –          | q                 | q                 | q                 | 53                | q               | q               | q                | q                            | q               | q                   | –              | –           | –              | –             | –             | –               | –               | –                      | –                      | –               | –               | –           | –            | –               | –          | –          | –             | –             |
| Marat Żaparow | q                 | –          | –          | q                 | q                 | q                 | 52                | q               | q               | q                | q                            | q               | q                   | –              | q           | q              | –             | –             | –               | –               | –                      | –                      | –               | –               | q           | –            | –               | –          | –          | –             | –             |
| Radik Żaparow | –                 | –          | –          | –                 | –                 | –                 | –                 | –               | –               | –                | –                            | –               | –                   | –              | –           | –              | –             | –             | –               | –               | –                      | –                      | –               | –               | –           | 57           | –               | –          | –          | –             | –             |
| Korea Południowa |                   |            |            |                   |                   |                   |                   |                 |                 |                  |                              |                 |                     |                |             |                |               |               |                 |                 |                        |                        |                 |                 |             |              |                 |            |            |               |               |
| Choi Heung-chul | –                 | q          | q          | q                 | q                 | –                 | –                 | –               | q               | q                | q                            | –               | –                   | –              | q           | q              | –             | –             | –               | –               | q                      | q                      | –               | –               | q           | 47           | –               | –          | q          | q             | –             |
| Choi Seou | –                 | q          | q          | q                 | 43                | –                 | –                 | q               | 47              | 42               | q                            | q               | q                   | –              | –           | –              | q             | q             | –               | –               | –                      | –                      | –               | –               | 50          | 37           | 49              | 29         | 38         | q             | –             |
| Kang Chil-ku | q                 | –          | –          | –                 | –                 | –                 | –                 | q               | –               | –                | –                            | –               | –                   | –              | q           | q              | –             | –             | –               | –               | –                      | –                      | –               | –               | q           | –            | –               | q          | –          | q             | –             |
| Kim Hyun-ki | q                 | –          | –          | –                 | –                 | –                 | –                 | –               | –               | –                | –                            | q               | q                   | –              | –           | –              | q             | q             | –               | –               | q                      | q                      | –               | –               | q           | –            | q               | –          | –          | q             | –             |
| Niemcy |                   |            |            |                   |                   |                   |                   |                 |                 |                  |                              |                 |                     |                |             |                |               |               |                 |                 |                        |                        |                 |                 |             |              |                 |            |            |               |               |
| Sebastian Bradatsch | –                 | –          | –          | –                 | –                 | –                 | –                 | –               | –               | q                | q                            | –               | –                   | –              | –           | –              | –             | –             | –               | –               | –                      | –                      | –               | –               | –           | –            | –               | –          | –          | –             | –             |
| Markus Eisenbichler | 8                 | 12         | 11         | 40                | 8                 | 14                | 21                | 8               | 6               | 44               | q                            | q               | 32                  | 9              | 6           | 14             | 31            | 13            | 12              | 13              | 12                     | 15                     | 13              | 8               | 19          | 15           | q               | 7          | 24         | 31            | 22            |
| Richard Freitag | 10                | 16         | 19         | 46                | 40                | –                 | –                 | 1               | 5               | 15               | 9                            | 1               | 6                   | 11             | 9           | 13             | 25            | 12            | 17              | 15              | 36                     | 8                      | –               | –               | 16          | 33           | 14              | 40         | 16         | 13            | 23            |
| Severin Freund | 16                | 7          | 3          | 6                 | 4                 | 3                 | 1                 | 7               | 10              | 13               | 10                           | 8               | 8                   | 1              | 3           | 3              | –             | –             | 3               | 1               | 1                      | dsq                    | 4               | 1               | 2           | 1            | 1               | 1          | 1          | 4             | 7             |
| Tim Fuchs | –                 | –          | –          | –                 | –                 | –                 | –                 | –               | –               | 47               | q                            | –               | –                   | –              | –           | –              | –             | –             | –               | –               | –                      | –                      | –               | –               | –           | –            | –               | –          | –          | –             | –             |
| Karl Geiger | –                 | –          | –          | q                 | q                 | 45                | 31                | –               | –               | 38               | q                            | –               | –                   | –              | –           | –              | 26            | 39            | –               | –               | –                      | –                      | –               | –               | –           | –            | –               | –          | –          | –             | –             |
| Martin Hamann | –                 | –          | –          | –                 | –                 | –                 | –                 | –               | –               | q                | q                            | –               | –                   | –              | –           | –              | –             | –             | –               | –               | –                      | –                      | –               | –               | –           | –            | –               | –          | –          | –             | –             |
| Marinus Kraus | 20                | 15         | 16         | 14                | 9                 | 8                 | 10                | 22              | 24              | 18               | 13                           | 14              | 20                  | –              | q           | 36             | –             | –             | 18              | 8               | 16                     | 22                     | 16              | 14              | 47          | 41           | 47              | q          | q          | –             | –             |
| Stephan Leyhe | –                 | –          | –          | –                 | –                 | –                 | –                 | 13              | 22              | 19               | 16                           | 15              | 26                  | 33             | 35          | 24             | 42            | 18            | 24              | 48              | 32                     | 39                     | 25              | 21              | –           | –            | –               | –          | –          | 35            | 31            |
| Michael Neumayer | 28                | 33         | 23         | 43                | 20                | 18                | 13                | 31              | 16              | 25               | 23                           | 18              | 12                  | 12             | 12          | 20             | 12            | 15            | 26              | 26              | 24                     | 13                     | 11              | 6               | 20          | 56           | 33              | 34         | 29         | 22            | 19            |
| Pius Paschke | –                 | –          | –          | –                 | –                 | –                 | –                 | –               | –               | –                | –                            | –               | –                   | –              | –           | –              | –             | –             | –               | –               | –                      | –                      | 29              | 35              | –           | –            | –               | –          | –          | q             | –             |
| Andreas Wank | 50                | 23         | 26         | 45                | 34                | 24                | 18                | 25              | 35              | 38               | 30                           | –               | –                   | –              | –           | –              | –             | –             | –               | –               | –                      | –                      | –               | –               | 27          | 62           | 22              | 30         | q          | q             | –             |
| Andreas Wellinger | 3                 | 14         | 50         | –                 | –                 | –                 | –                 | –               | –               | –                | –                            | –               | –                   | –              | –           | –              | –             | –             | –               | –               | –                      | –                      | –               | –               | 15          | 11           | q               | 25         | 18         | –             | –             |
| Daniel Wenig | –                 | –          | –          | –                 | –                 | –                 | –                 | –               | –               | 22               | 31                           | 35              | 34                  | 29             | –           | –              | 35            | 41            | –               | –               | –                      | –                      | –               | –               | –           | –            | –               | –          | –          | –             | –             |
| Paul Winter | –                 | –          | –          | –                 | –                 | –                 | –                 | –               | –               | q                | q                            | –               | –                   | –              | –           | –              | –             | –             | –               | –               | –                      | –                      | –               | –               | –           | –            | –               | –          | –          | –             | –             |
| Norwegia |                   |            |            |                   |                   |                   |                   |                 |                 |                  |                              |                 |                     |                |             |                |               |               |                 |                 |                        |                        |                 |                 |             |              |                 |            |            |               |               |
| Anders Bardal | 11                | 19         | 8          | 7                 | 7                 | 6                 | 19                | 15              | 13              | 21               | 21                           | 32              | 22                  | –              | –           | –              | –             | –             | –               | –               | –                      | –                      | –               | –               | 6           | 2            | 5               | 16         | 6          | –             | –             |
| Joacim Ødegård Bjøreng | –                 | –          | –          | –                 | –                 | –                 | –                 | –               | –               | –                | –                            | –               | –                   | –              | –           | –              | –             | –             | –               | –               | –                      | –                      | 36              | –               | –           | –            | –               | –          | –          | –             | –             |
| Anders Fannemel | 4                 | 6          | 6          | 2                 | 6                 | 1                 | 2                 | 21              | 8               | 6                | 14                           | 24              | 9                   | 39             | 17          | 6              | 8             | 5             | 8               | 5               | 11                     | 1                      | 2               | 2               | 3           | dns          | 28              | –          | –          | 18            | 11            |
| Johann André Forfang | –                 | –          | –          | q                 | –                 | –                 | –                 | 12              | 19              | 28               | 19                           | 12              | 43                  | 13             | 14          | 21             | 37            | 16            | –               | –               | –                      | –                      | 10              | 3               | 49          | 24           | 11              | 9          | 37         | 9             | 15            |
| Kenneth Gangnes | –                 | –          | –          | 24                | –                 | –                 | –                 | –               | –               | –                | –                            | –               | –                   | –              | –           | –              | 19            | 26            | 37              | 33              | 14                     | 35                     | 7               | 31              | –           | –            | –               | 20         | 23         | 15            | –             |
| Espen Enger Halvorsen | –                 | –          | –          | q                 | –                 | –                 | –                 | –               | –               | –                | –                            | –               | –                   | –              | –           | –              | –             | –             | –               | –               | –                      | –                      | –               | –               | –           | –            | –               | –          | –          | –             | –             |
| Joachim Hauer | –                 | dsq        | 29         | 22                | 36                | 41                | 38                | –               | –               | –                | –                            | –               | –                   | 28             | –           | –              | q             | q             | –               | –               | –                      | –                      | q               | –               | –           | –            | –               | –          | –          | –             | –             |
| Tom Hilde | 47                | 30         | 39         | 30                | 42                | –                 | –                 | –               | –               | –                | –                            | –               | –                   | –              | 26          | 16             | 27            | 17            | 21              | 10              | 17                     | 19                     | 15              | 32              | –           | –            | –               | –          | –          | –             | –             |
| Ole Marius Ingvaldsen | –                 | –          | –          | –                 | –                 | –                 | –                 | –               | –               | –                | –                            | –               | –                   | –              | –           | –              | –             | –             | q               | q               | 46                     | 34                     | 27              | –               | –           | –            | –               | –          | –          | –             | –             |
| Anders Jacobsen | 25                | q          | q          | 42                | –                 | –                 | –                 | –               | –               | 14               | 1                            | 9               | 5                   | 14             | 8           | 11             | –             | –             | 11              | 23              | 8                      | 12                     | 23              | –               | 10          | 6            | 16              | 14         | 7          | q             | 21            |
| Robert Johansson | –                 | –          | –          | 26                | –                 | –                 | –                 | –               | –               | –                | –                            | –               | –                   | –              | –           | –              | 44            | 45            | –               | –               | –                      | –                      | 37              | –               | –           | –            | –               | –          | –          | –             | –             |
| Phillip Sjøen | q                 | –          | –          | –                 | –                 | –                 | –                 | 11              | 26              | 12               | 23                           | 38              | 38                  | –              | –           | –              | 15            | 7             | –               | –               | –                      | –                      | 18              | q               | 29          | 22           | –               | 32         | 13         | –             | –             |
| Andreas Stjernen | –                 | –          | –          | 15                | 39                | q                 | 22                | –               | –               | –                | –                            | –               | –                   | q              | –           | –              | –             | –             | –               | –               | 28                     | 25                     | 5               | 10              | –           | –            | 26              | –          | –          | 20            | 17            |
| Daniel-André Tande | –                 | –          | –          | 25                | –                 | 19                | 8                 | 30              | 48              | q                | 34                           | 47              | 14                  | q              | 46          | 35             | –             | –             | q               | 37              | –                      | –                      | 19              | –               | –           | –            | –               | –          | –          | –             | –             |
| Rune Velta | 18                | 11         | 10         | 38                | 23                | 14                | 7                 | 10              | 21              | 16               | 5                            | 44              | 18                  | 6              | 5           | 25             | –             | –             | 4               | 2               | 10                     | 6                      | 21              | 4               | 11          | 30           | 3               | 3          | 12         | 6             | 3             |
| Polska |                   |            |            |                   |                   |                   |                   |                 |                 |                  |                              |                 |                     |                |             |                |               |               |                 |                 |                        |                        |                 |                 |             |              |                 |            |            |               |               |
| Krzysztof Biegun | –                 | 43         | 45         | –                 | –                 | –                 | –                 | –               | –               | –                | –                            | q               | q                   | –              | –           | –              | –             | –             | –               | –               | –                      | –                      | q               | 33              | –           | –            | –               | –          | –          | –             | –             |
| Stanisław Biela | –                 | –          | –          | –                 | –                 | –                 | –                 | –               | –               | –                | –                            | –               | –                   | –              | 43          | 48             | –             | –             | –               | –               | –                      | –                      | –               | –               | –           | –            | –               | –          | –          | –             | –             |
| Stefan Hula | 42                | q          | 49         | –                 | –                 | –                 | –                 | q               | 34              | –                | –                            | –               | –                   | –              | 27          | q              | –             | –             | –               | –               | –                      | –                      | q               | q               | –           | –            | –               | –          | –          | –             | –             |
| Bartłomiej Kłusek | 43                | –          | –          | –                 | –                 | –                 | –                 | q               | q               | –                | –                            | q               | 45                  | –              | 33          | q              | –             | –             | –               | –               | –                      | –                      | q               | 34              | –           | –            | –               | –          | –          | –             | –             |
| Maciej Kot | 29                | q          | 41         | –                 | –                 | 26                | 35                | –               | –               | –                | –                            | –               | –                   | –              | 45          | 30             | 29            | 24            | –               | 46              | –                      | –                      | –               | –               | –           | –            | –               | –          | –          | –             | –             |
| Dawid Kubacki | 33                | 44         | 38         | q                 | 35                | 23                | 54                | 28              | q               | 40               | 38                           | 22              | 31                  | –              | 16          | 40             | 36            | 35            | –               | –               | –                      | 31                     | –               | –               | –           | –            | –               | –          | –          | 40            | –             |
| Krzysztof Leja | –                 | –          | –          | –                 | –                 | –                 | –                 | –               | –               | –                | –                            | –               | –                   | –              | q           | q              | –             | –             | –               | –               | –                      | –                      | –               | –               | –           | –            | –               | –          | –          | –             | –             |
| Krzysztof Miętus | –                 | –          | –          | –                 | –                 | –                 | –                 | –               | –               | –                | –                            | –               | –                   | –              | –           | 46             | –             | –             | –               | –               | –                      | –                      | –               | –               | –           | –            | –               | –          | –          | –             | –             |
| Klemens Murańka | –                 | –          | –          | 21                | q                 | 35                | 45                | 38              | 40              | q                | 47                           | –               | –                   | –              | 22          | 26             | –             | –             | 30              | –               | 34                     | 21                     | –               | –               | 38          | 46           | 17              | 18         | 10         | 17            | –             |
| Adam Ruda | –                 | –          | –          | –                 | –                 | –                 | –                 | –               | –               | –                | –                            | –               | –                   | –              | q           | –              | –             | –             | –               | –               | –                      | –                      | –               | –               | –           | –            | –               | –          | –          | –             | –             |
| Kamil Stoch | –                 | –          | –          | –                 | –                 | –                 | –                 | –               | –               | 4                | 15                           | 7               | 15                  | –              | 15          | 1              | 7             | 2             | 1               | 7               | 4                      | 2                      | –               | –               | 45          | –            | 12              | 5          | 3          | 8             | 5             |
| Jan Ziobro | 34                | q          | q          | 19                | 31                | 31                | 40                | 20              | 36              | 50               | q                            | –               | –                   | –              | 23          | 43             | 18            | 29            | 32              | 25              | 37                     | –                      | –               | –               | 40          | 31           | 44              | 28         | q          | –             | –             |
| Aleksander Zniszczoł | –                 | 40         | 44         | 29                | 28                | –                 | –                 | q               | q               | 32               | 41                           | 28              | 50                  | 27             | 21          | 31             | 19            | 30            | 15              | 43              | 22                     | 29                     | 32              | 18              | –           | –            | –               | –          | –          | –             | –             |
| Piotr Żyła | 14                | 17         | 24         | 33                | 15                | 10                | 46                | 24              | 15              | 26               | 17                           | 13              | 33                  | 8              | 29          | 27             | 16            | 11            | 23              | 14              | 9                      | 18                     | 12              | 15              | 18          | 10           | 20              | 6          | 8          | 41            | 10            |
| Rosja |                   |            |            |                   |                   |                   |                   |                 |                 |                  |                              |                 |                     |                |             |                |               |               |                 |                 |                        |                        |                 |                 |             |              |                 |            |            |               |               |
| Władisław Bojarincew | 41                | 27         | q          | 16                | 22                | 16                | 14                | 39              | 28              | 30               | 50                           | 27              | 41                  | q              | 41          | 23             | –             | –             | 47              | q               | 42                     | q                      | –               | –               | –           | –            | –               | –          | –          | –             | –             |
| Ilmir Chazietdinow | q                 | 42         | q          | 37                | 26                | 29                | 51                | 27              | q               | q                | q                            | 40              | 25                  | –              | 37          | 28             | –             | –             | –               | –               | –                      | –                      | –               | –               | q           | 19           | 50              | q          | q          | –             | –             |
| Anton Kaliniczenko | –                 | –          | –          | –                 | –                 | 40                | 42                | –               | –               | –                | –                            | –               | –                   | –              | –           | –              | –             | –             | 48              | q               | –                      | –                      | –               | –               | –           | –            | –               | –          | –          | –             | –             |
| Dienis Korniłow | 45                | 48         | q          | q                 | q                 | 32                | 44                | –               | –               | –                | –                            | –               | –                   | q              | –           | –              | –             | –             | 38              | 39              | q                      | dsq                    | q               | q               | 48          | 25           | q               | q          | 44         | q             | –             |
| Michaił Maksimoczkin | 35                | q          | 40         | 34                | 27                | 34                | 30                | 41              | 19              | 48               | 36                           | q               | q                   | –              | q           | q              | –             | –             | –               | –               | q                      | 43                     | –               | –               | 22          | 35           | 38              | 44         | q          | 33            | –             |
| Aleksiej Romaszow | –                 | –          | –          | –                 | –                 | 30                | 32                | –               | –               | –                | –                            | –               | –                   | –              | –           | –              | –             | –             | –               | –               | –                      | –                      | –               | –               | –           | –            | –               | –          | –          | –             | –             |
| Aleksandr Szuwałow | –                 | –          | –          | –                 | –                 | 47                | 50                | –               | –               | –                | –                            | –               | –                   | –              | –           | –              | –             | –             | –               | –               | –                      | –                      | –               | –               | –           | –            | –               | –          | –          | –             | –             |
| Wadim Szyszkin | –                 | –          | –          | –                 | –                 | 50                | 48                | –               | –               | –                | –                            | –               | –                   | –              | –           | –              | –             | –             | –               | –               | –                      | –                      | –               | –               | –           | –            | –               | –          | –          | –             | –             |
| Roman Trofimow | –                 | –          | –          | –                 | –                 | 49                | 49                | –               | –               | –                | –                            | –               | –                   | –              | –           | –              | –             | –             | –               | –               | –                      | –                      | –               | –               | –           | –            | –               | –          | –          | –             | –             |
| Dmitrij Wasiljew | –                 | –          | –          | –                 | –                 | 17                | 16                | q               | dns             | 23               | 22                           | 16              | 21                  | 34             | 42          | q              | –             | –             | 16              | 38              | 40                     | 24                     | 6               | 23              | q           | 50           | 43              | 27         | q          | –             | –             |
| Rumunia |                   |            |            |                   |                   |                   |                   |                 |                 |                  |                              |                 |                     |                |             |                |               |               |                 |                 |                        |                        |                 |                 |             |              |                 |            |            |               |               |
| Iulian Pîtea | –                 | –          | –          | –                 | –                 | –                 | –                 | q               | q               | –                | –                            | –               | –                   | –              | –           | –              | –             | –             | –               | –               | –                      | –                      | –               | –               | –           | –            | –               | –          | –          | –             | –             |
| Eduard Torok | –                 | –          | –          | –                 | –                 | –                 | –                 | q               | q               | –                | –                            | –               | –                   | –              | –           | –              | –             | –             | –               | –               | –                      | –                      | –               | –               | –           | –            | –               | –          | –          | –             | –             |
| Słowenia |                   |            |            |                   |                   |                   |                   |                 |                 |                  |                              |                 |                     |                |             |                |               |               |                 |                 |                        |                        |                 |                 |             |              |                 |            |            |               |               |
| Jernej Damjan | 36                | 18         | 9          | 8                 | 18                | 12                | 24                | 3               | 4               | 9                | 42                           | 29              | 28                  | 7              | 7           | 10             | 50            | 9             | 10              | 12              | 19                     | 16                     | 39              | 17              | 31          | 26           | 19              | 22         | 26         | 16            | 18            |
| Nejc Dežman | –                 | –          | –          | 20                | q                 | 33                | 47                | 13              | 23              | 35               | 43                           | 21              | 11                  | 35             | 24          | 19             | 24            | 20            | 19              | 35              | 13                     | 32                     | 17              | 12              | 34          | 9            | 37              | 39         | 25         | 26            | 25            |
| Jaka Hvala | q                 | –          | –          | –                 | –                 | –                 | –                 | –               | –               | –                | –                            | –               | –                   | –              | –           | –              | –             | –             | –               | –               | –                      | –                      | –               | –               | 37          | 36           | 41              | –          | –          | q             | –             |
| Rok Justin | –                 | –          | –          | –                 | –                 | –                 | –                 | –               | –               | –                | –                            | 45              | 44                  | 26             | 46          | 37             | 40            | 32            | 45              | q               | –                      | –                      | –               | –               | –           | –            | –               | –          | –          | q             | –             |
| Robert Kranjec | q                 | 20         | 14         | 10                | 12                | 11                | 35                | 16              | 14              | 24               | 33                           | 36              | 29                  | 40             | 36          | 22             | 32            | 38            | –               | –               | 38                     | 45                     | 40              | 26              | –           | –            | –               | 48         | 45         | 11            | 13            |
| Anže Lanišek | 21                | 25         | 30         | –                 | –                 | 39                | 27                | q               | 29              | 49               | q                            | –               | –                   | –              | –           | –              | –             | –             | –               | –               | –                      | –                      | –               | –               | –           | –            | –               | –          | –          | 33            | –             |
| Tomaž Naglič | –                 | q          | 25         | 48                | 41                | –                 | –                 | –               | –               | –                | –                            | –               | –                   | –              | –           | –              | –             | –             | 44              | 44              | q                      | 46                     | 38              | q               | –           | –            | –               | –          | –          | 36            | –             |
| Cene Prevc | –                 | –          | –          | –                 | –                 | –                 | –                 | –               | –               | –                | –                            | –               | –                   | –              | –           | –              | –             | –             | –               | –               | –                      | –                      | –               | –               | 17          | 43           | 18              | 38         | 41         | q             | –             |
| Peter Prevc | 5                 | 9          | 4          | 5                 | 2                 | 5                 | 9                 | 5               | 12              | 3                | 3                            | 11              | 4                   | 4              | 2           | 4              | 1             | 3             | 2               | 4               | 3                      | 7                      | 1               | 16              | 4           | 17           | 2               | 2          | 3          | 1             | 2             |
| Matjaž Pungertar | 26                | 49         | 42         | 13                | q                 | 7                 | 6                 | 29              | 7               | 33               | 37                           | 19              | 17                  | 37             | 19          | 17             | 23            | 42            | 46              | 29              | 50                     | 30                     | –               | –               | 44          | 58           | 29              | 44         | 34         | 38            | 30            |
| Anže Semenič | –                 | –          | –          | –                 | –                 | –                 | –                 | –               | –               | –                | –                            | –               | –                   | –              | –           | –              | –             | –             | –               | –               | –                      | –                      | 26              | 27              | –           | –            | –               | –          | –          | 10            | –             |
| Jurij Tepeš | 31                | 41         | 31         | 23                | 44                | 22                | 37                | 50              | 46              | –                | –                            | –               | –                   | 3              | q           | 7              | 5             | 23            | 5               | 16              | 21                     | 36                     | 14              | 9               | 13          | 34           | 6               | 12         | 22         | 2             | 1             |
| Miran Zupančič | –                 | –          | –          | –                 | –                 | –                 | –                 | –               | –               | –                | –                            | –               | –                   | –              | –           | –              | –             | –             | –               | –               | –                      | –                      | –               | –               | –           | –            | –               | –          | –          | q             | –             |
| Stany Zjednoczone |                   |            |            |                   |                   |                   |                   |                 |                 |                  |                              |                 |                     |                |             |                |               |               |                 |                 |                        |                        |                 |                 |             |              |                 |            |            |               |               |
| Nicholas Alexander | q                 | q          | q          | –                 | 48                | –                 | –                 | 45              | q               | q                | q                            | q               | q                   | –              | 44          | q              | –             | –             | 42              | 27              | 47                     | q                      | –               | –               | –           | –            | –               | –          | –          | –             | –             |
| Kevin Bickner | –                 | –          | –          | –                 | –                 | –                 | –                 | –               | –               | –                | –                            | –               | –                   | –              | –           | –              | –             | –             | –               | –               | –                      | –                      | –               | –               | q           | –            | –               | –          | –          | –             | –             |
| Nicholas Fairall | 39                | 46         | q          | 32                | –                 | –                 | –                 | –               | –               | 45               | q                            | 37              | q                   | –              | –           | –              | –             | –             | –               | –               | –                      | –                      | –               | –               | –           | –            | –               | –          | –          | –             | –             |
| Michael Glasder | –                 | –          | –          | –                 | –                 | –                 | –                 | –               | –               | –                | –                            | –               | –                   | –              | q           | q              | –             | –             | q               | q               | q                      | q                      | q               | q               | q           | 52           | q               | q          | q          | q             | –             |
| Anders Johnson | 44                | –          | –          | q                 | –                 | –                 | –                 | q               | q               | –                | –                            | –               | –                   | –              | –           | –              | 46            | 49            | –               | –               | –                      | –                      | q               | q               | q           | –            | –               | –          | –          | q             | –             |
| William Rhoads | q                 | –          | –          | –                 | q                 | –                 | –                 | –               | –               | –                | –                            | –               | –                   | –              | –           | –              | q             | q             | –               | –               | –                      | –                      | –               | –               | q           | 42           | q               | q          | q          | –             | –             |
| Szwajcaria |                   |            |            |                   |                   |                   |                   |                 |                 |                  |                              |                 |                     |                |             |                |               |               |                 |                 |                        |                        |                 |                 |             |              |                 |            |            |               |               |
| Simon Ammann | 7                 | 1          | 1          | 35                | 5                 | –                 | –                 | 9               | 2               | 34               | 2                            | 3               | 10                  | –              | –           | –              | –             | –             | –               | –               | –                      | –                      | –               | –               | 25          | 3            | 23              | 15         | 42         | –             | –             |
| Gregor Deschwanden | q                 | 39         | 43         | q                 | 46                | –                 | –                 | 42              | 31              | –                | 28                           | 33              | 19                  | 25             | 18          | 38             | 13            | 28            | 14              | 19              | 33                     | 20                     | 20              | 28              | 30          | 8            | 25              | 11         | 21         | q             | 27            |
| Luca Egloff | 49                | –          | –          | q                 | q                 | –                 | –                 | q               | 44              | –                | –                            | –               | –                   | –              | –           | –              | q             | q             | –               | –               | –                      | –                      | –               | –               | –           | –            | –               | –          | –          | –             | –             |
| Pascal Egloff | –                 | –          | –          | –                 | –                 | –                 | –                 | q               | q               | –                | –                            | –               | –                   | –              | –           | –              | –             | –             | q               | 49              | –                      | –                      | –               | –               | –           | –            | –               | –          | –          | –             | –             |
| Marco Grigoli | –                 | –          | –          | –                 | –                 | –                 | –                 | q               | q               | –                | –                            | –               | –                   | –              | –           | –              | –             | –             | –               | –               | –                      | –                      | –               | –               | –           | –            | –               | –          | –          | –             | –             |
| Gabriel Karlen | –                 | –          | –          | –                 | –                 | –                 | –                 | 47              | 42              | –                | q                            | q               | q                   | 36             | –           | –              | q             | q             | q               | q               | –                      | –                      | –               | –               | –           | –            | –               | –          | –          | q             | –             |
| Pascal Kälin | –                 | –          | –          | –                 | –                 | –                 | –                 | q               | q               | –                | –                            | –               | –                   | –              | –           | –              | –             | –             | q               | 50              | –                      | –                      | –               | –               | –           | –            | –               | –          | –          | –             | –             |
| Killian Peier | 17                | –          | –          | q                 | 30                | –                 | –                 | 34              | 45              | –                | q                            | q               | –                   | –              | –           | –              | q             | 50            | –               | –               | –                      | –                      | –               | –               | q           | 54           | 48              | q          | 50         | –             | –             |
| Andreas Schuler | –                 | –          | –          | –                 | –                 | –                 | –                 | 48              | q               | –                | –                            | –               | –                   | –              | –           | –              | –             | –             | –               | –               | –                      | –                      | –               | –               | –           | –            | –               | –          | –          | –             | –             |
| Szwecja |                   |            |            |                   |                   |                   |                   |                 |                 |                  |                              |                 |                     |                |             |                |               |               |                 |                 |                        |                        |                 |                 |             |              |                 |            |            |               |               |
| Christian Inngjerdingen | –                 | –          | –          | –                 | –                 | –                 | –                 | –               | –               | –                | –                            | –               | –                   | –              | –           | –              | –             | –             | –               | –               | –                      | –                      | –               | –               | –           | –            | –               | q          | q          | –             | –             |
| Carl Nordin | –                 | –          | –          | –                 | –                 | –                 | –                 | –               | –               | –                | –                            | –               | –                   | –              | –           | –              | –             | –             | –               | –               | q                      | q                      | –               | –               | –           | –            | q               | q          | q          | –             | –             |
| Włochy |                   |            |            |                   |                   |                   |                   |                 |                 |                  |                              |                 |                     |                |             |                |               |               |                 |                 |                        |                        |                 |                 |             |              |                 |            |            |               |               |
| Davide Bresadola | 37                | q          | q          | 9                 | 29                | –                 | –                 | 33              | 49              | 43               | 46                           | q               | q                   | 23             | –           | 31             | –             | –             | 35              | 24              | 29                     | q                      | –               | –               | –           | –            | 31              | 50         | 32         | 37            | –             |
| Federico Cecon | –                 | –          | –          | –                 | –                 | 42                | 43                | –               | –               | q                | q                            | q               | q                   | –              | 49          | q              | –             | –             | q               | q               | –                      | –                      | –               | –               | –           | –            | –               | –          | –          | –             | –             |
| Sebastian Colloredo | q                 | q          | q          | q                 | q                 | –                 | –                 | q               | q               | –                | –                            | –               | –                   | –              | 50          | 45             | –             | –             | 43              | q               | 44                     | q                      | –               | –               | –           | –            | –               | –          | –          | –             | –             |
| Roberto Dellasega | –                 | –          | –          | –                 | –                 | –                 | –                 | –               | –               | –                | –                            | –               | –                   | –              | –           | –              | –             | –             | q               | q               | –                      | –                      | –               | –               | –           | –            | –               | –          | –          | –             | –             |
| Andrea Morassi | q                 | q          | q          | q                 | q                 | –                 | –                 | q               | q               | –                | –                            | –               | –                   | q              | –           | –              | –             | –             | –               | –               | –                      | –                      | q               | q               | –           | –            | –               | –          | –          | –             | –             |
| Daniele Varesco | q                 | –          | –          | –                 | –                 | 48                | 39                | –               | –               | q                | q                            | q               | q                   | –              | q           | q              | –             | –             | –               | –               | –                      | –                      | –               | –               | –           | –            | –               | –          | –          | –             | –             |
| Legenda |                   |            |            |                   |                   |                   |                   |                 |                 |                  |                              |                 |                     |                |             |                |               |               |                 |                 |                        |                        |                 |                 |             |              |                 |            |            |               |               |
| 1-3 4-30 poniżej 30 q – Zawodnik nie zakwalifikował się dns – Zawodnik zakwalifikowany nie wystartował w konkursie dsq – Zawodnik zdyskwalifikowany w konkursie - – Zawodnik niezgłoszony do konkursu |                   |            |            |                   |                   |                   |                   |                 |                 |                  |                              |                 |                     |                |             |                |               |               |                 |                 |                        |                        |                 |                 |             |              |                 |            |            |               |               |

## Konkursy drużynowe
| Zawodnik                 | Klingenthal 22.11 | Zakopane 17.01 | Willingen 31.01 | Lahti 07.03 | Planica 21.03 |
| ------------------------ | ----------------- | -------------- | --------------- | ----------- | ------------- |
| Austria                  | 8                 | 2              | 5               | 5           | 2             |
| Thomas Diethart          | –                 | +              | –               | –           | –             |
| Manuel Fettner           | –                 | –              | –               | –           | +             |
| Michael Hayböck          | +                 | +              | +               | +           | +             |
| Andreas Kofler           | +                 | –              | +               | –           | –             |
| Stefan Kraft             | +                 | +              | +               | +           | +             |
| Manuel Poppinger         | –                 | –              | –               | +           | –             |
| Gregor Schlierenzauer    | +                 | +              | +               | +           | +             |
| Czechy                   | 6                 | 7              | 6               | 7           | 8             |
| Antonín Hájek            | +                 | +              | –               | +           | +             |
| Lukáš Hlava              | –                 | +              | +               | –           | +             |
| Jakub Janda              | +                 | –              | +               | +           | –             |
| Roman Koudelka           | +                 | +              | +               | +           | +             |
| Jan Matura               | +                 | +              | +               | +           | +             |
| Finlandia                | 4                 | –              | 10              | 9           | 7             |
| Janne Ahonen             | –                 | –              | +               | +           | +             |
| Lauri Asikainen          | +                 | –              | –               | +           | +             |
| Anssi Koivuranta         | +                 | –              | –               | –           | –             |
| Jarkko Määttä            | +                 | –              | +               | +           | +             |
| Olli Muotka              | –                 | –              | +               | –           | –             |
| Sami Niemi               | +                 | –              | –               | –           | –             |
| Harri Olli               | –                 | –              | +               | +           | +             |
| Francja                  | –                 | –              | –               | 10          | –             |
| Vincent Descombes Sevoie | –                 | –              | –               | +           | –             |
| Sébastien Lacroix        | –                 | –              | –               | +           | –             |
| Ronan Lamy Chappuis      | –                 | –              | –               | +           | –             |
| Nicolas Mayer            | –                 | –              | –               | +           | –             |
| Japonia                  | 2                 | 6              | 4               | 3           | 5             |
| Daiki Itō                | +                 | +              | –               | +           | +             |
| Noriaki Kasai            | +                 | +              | +               | +           | +             |
| Junshirō Kobayashi       | –                 | –              | –               | –           | +             |
| Kento Sakuyama           | –                 | +              | +               | –           | –             |
| Reruhi Shimizu           | +                 | –              | –               | –           | –             |
| Taku Takeuchi            | +                 | +              | +               | +           | +             |
| Shōhei Tochimoto         | –                 | –              | +               | +           | –             |
| Korea Południowa         | –                 | –              | –               | 11          | –             |
| Choi Heung-chul          | –                 | –              | –               | +           | –             |
| Choi Seou                | –                 | –              | –               | +           | –             |
| Kang Chil-ku             | –                 | –              | –               | +           | –             |
| Kim Hyun-ki              | –                 | –              | –               | +           | –             |
| Niemcy                   | 1                 | 1              | 2               | 2           | 6             |
| Markus Eisenbichler      | +                 | –              | +               | +           | +             |
| Richard Freitag          | +                 | +              | +               | +           | +             |
| Severin Freund           | +                 | +              | +               | +           | +             |
| Marinus Kraus            | –                 | +              | +               | +           | –             |
| Michael Neumayer         | –                 | +              | –               | –           | +             |
| Andreas Wellinger        | +                 | –              | –               | –           | –             |
| Norwegia                 | 3                 | 4              | 3               | 1           | 3             |
| Anders Bardal            | +                 | –              | –               | +           | –             |
| Anders Fannemel          | +                 | +              | +               | +           | +             |
| Johann André Forfang     | –                 | +              | –               | –           | +             |
| Kenneth Gangnes          | –                 | –              | –               | –           | +             |
| Tom Hilde                | –                 | –              | +               | –           | –             |
| Anders Jacobsen          | +                 | +              | +               | +           | –             |
| Rune Velta               | +                 | +              | +               | +           | +             |
| Polska                   | 9                 | 5              | 11              | 4           | 4             |
| Stefan Hula              | +                 | –              | –               | –           | –             |
| Dawid Kubacki            | +                 | +              | –               | –           | –             |
| Klemens Murańka          | –                 | –              | +               | +           | +             |
| Kamil Stoch              | –                 | +              | +               | +           | +             |
| Jan Ziobro               | +                 | –              | –               | +           | –             |
| Aleksander Zniszczoł     | –                 | +              | +               | –           | +             |
| Piotr Żyła               | +                 | +              | +               | +           | +             |
| Rosja                    | 10                | 8              | 7               | 8           | –             |
| Władisław Bojarincew     | +                 | +              | +               | –           | –             |
| Ilmir Chazietdinow       | +                 | +              | –               | +           | –             |
| Anton Kaliniczenko       | –                 | –              | +               | –           | –             |
| Dienis Korniłow          | +                 | +              | +               | +           | –             |
| Michaił Maksimoczkin     | +                 | +              | –               | +           | –             |
| Dmitrij Wasiljew         | –                 | –              | +               | +           | –             |
| Słowenia                 | 5                 | 3              | 1               | 6           | 1             |
| Jernej Damjan            | +                 | +              | +               | +           | –             |
| Nejc Dežman              | –                 | +              | +               | +           | –             |
| Robert Kranjec           | +                 | –              | –               | –           | +             |
| Peter Prevc              | +                 | +              | +               | +           | +             |
| Anže Semenič             | –                 | –              | –               | –           | +             |
| Jurij Tepeš              | +                 | +              | +               | +           | +             |
| Stany Zjednoczone        | 12                | –              | –               | 12          | –             |
| Nicholas Alexander       | +                 | –              | –               | –           | –             |
| Kevin Bickner            | –                 | –              | –               | +           | –             |
| Nicholas Fairall         | +                 | –              | –               | –           | –             |
| Michael Glasder          | –                 | –              | –               | +           | –             |
| Anders Johnson           | +                 | –              | –               | +           | –             |
| William Rhoads           | +                 | –              | –               | +           | –             |
| Szwajcaria               | 7                 | –              | 9               | –           | –             |
| Simon Ammann             | +                 | –              | –               | –           | –             |
| Gregor Deschwanden       | +                 | –              | +               | –           | –             |
| Luca Egloff              | +                 | –              | –               | –           | –             |
| Pascal Egloff            | –                 | –              | +               | –           | –             |
| Gabriel Karlen           | –                 | –              | +               | –           | –             |
| Pascal Kälin             | –                 | –              | +               | –           | –             |
| Killian Peier            | +                 | –              | –               | –           | –             |
| Włochy                   | 11                | 9              | 8               | –           | –             |
| Davide Bresadola         | +                 | +              | +               | –           | –             |
| Federico Cecon           | +                 | +              | +               | –           | –             |
| Sebastian Colloredo      | +                 | +              | +               | –           | –             |
| Roberto Dellasega        | –                 | –              | +               | –           | –             |
| Daniele Varesco          | +                 | +              | –               | –           | –             |

## Klasyfikacje

### Klasyfikacja generalna Pucharu Świata
Stan po zakończeniu sezonu
| Miejsce | Zawodnik                 | Występy | Punkty |
| ------- | ------------------------ | ------- | ------ |
| 1.      | Severin Freund           | 29      | 1729   |
| 1.      | Peter Prevc              | 31      | 1729   |
| 3.      | Stefan Kraft             | 29      | 1578   |
| 4.      | Anders Fannemel          | 29      | 1161   |
| 5.      | Michael Hayböck          | 29      | 1157   |
| 6.      | Noriaki Kasai            | 27      | 1137   |
| 7.      | Roman Koudelka           | 27      | 1113   |
| 8.      | Rune Velta               | 29      | 848    |
| 9.      | Kamil Stoch              | 18      | 820    |
| 10.     | Gregor Schlierenzauer    | 27      | 739    |
| 11.     | Simon Ammann             | 16      | 646    |
| 12.     | Richard Freitag          | 27      | 622    |
| 13.     | Jurij Tepeš              | 26      | 554    |
| 14.     | Jernej Damjan            | 31      | 535    |
| 15.     | Markus Eisenbichler      | 28      | 529    |
| 16.     | Daiki Itō                | 26      | 513    |
| 17.     | Anders Jacobsen          | 20      | 511    |
| 18.     | Anders Bardal            | 18      | 477    |
| 19.     | Piotr Żyła               | 31      | 474    |
| 20.     | Taku Takeuchi            | 25      | 363    |
| 21.     | Michael Neumayer         | 31      | 347    |
| 22.     | Marinus Kraus            | 23      | 327    |
| 23.     | Johann André Forfang     | 20      | 325    |
| 24.     | Nejc Dežman              | 27      | 224    |
| 25.     | Matjaž Pungertar         | 28      | 205    |
| 26.     | Robert Kranjec           | 25      | 201    |
| 27.     | Gregor Deschwanden       | 25      | 189    |
| 28.     | Vincent Descombes Sevoie | 23      | 179    |
| 29.     | Andreas Kofler           | 16      | 173    |
| 30.     | Lauri Asikainen          | 20      | 157    |
| 31.     | Phillip Sjøen            | 13      | 155    |
| 32.     | Jarkko Määttä            | 24      | 151    |
| 33.     | Manuel Fettner           | 18      | 146    |
| 34.     | Dmitrij Wasiljew         | 18      | 145    |
| 35.     | Andreas Wellinger        | 7       | 137    |
| 36.     | Andreas Stjernen         | 10      | 134    |
| 37.     | Manuel Poppinger         | 18      | 128    |
| 38.     | Stephan Leyhe            | 19      | 120    |
| 39.     | Tom Hilde                | 15      | 118    |
| 40.     | Jan Matura               | 25      | 114    |
| 41.     | Kenneth Gangnes          | 12      | 113    |
| 42.     | Klemens Murańka          | 17      | 102    |
| 43.     | Thomas Diethart          | 21      | 99     |
| 44.     | Junshirō Kobayashi       | 19      | 95     |
| 45.     | Daniel-André Tande       | 12      | 81     |
| 46.     | Shōhei Tochimoto         | 15      | 79     |
| 47.     | Władisław Bojarincew     | 16      | 77     |
| 48.     | Aleksander Zniszczoł     | 19      | 75     |
| 49.     | Kento Sakuyama           | 21      | 62     |
| 50.     | Jan Ziobro               | 19      | 55     |
| 51.     | Andreas Wank             | 15      | 54     |
| 52.     | Davide Bresadola         | 16      | 48     |
| 53.     | Ville Larinto            | 11      | 35     |
| 53.     | Dawid Kubacki            | 17      | 35     |
| 53.     | Anže Semenič             | 3       | 35     |
| 56.     | Jakub Janda              | 17      | 34     |
| 57.     | Ilmir Chazietdinow       | 12      | 32     |
| 58.     | Janne Ahonen             | 9       | 29     |
| 59.     | Cene Prevc               | 5       | 27     |
| 60.     | Michaił Maksimoczkin     | 16      | 26     |
| 61.     | Antonín Hájek            | 13      | 24     |
| 62.     | Anže Lanišek             | 8       | 23     |
| 63.     | Sami Niemi               | 10      | 19     |
| 64.     | Anssi Koivuranta         | 14      | 18     |
| 65.     | Maciej Kot               | 9       | 17     |
| 66.     | Killian Peier            | 8       | 15     |
| 67.     | Joachim Hauer            | 7       | 14     |
| 67.     | Ulrich Wohlgenannt       | 9       | 14     |
| 69.     | Ronan Lamy Chappuis      | 13      | 13     |
| 70.     | Daniel Wenig             | 7       | 11     |
| 70.     | Władimir Zografski       | 19      | 11     |
| 72.     | Wolfgang Loitzl          | 4       | 8      |
| 73.     | Tomaž Naglič             | 8       | 6      |
| 73.     | Dienis Korniłow          | 10      | 6      |
| 75.     | Robert Johansson         | 4       | 5      |
| 75.     | Rok Justin               | 8       | 5      |
| 75.     | Karl Geiger              | 5       | 5      |
| 78.     | Ole Marius Ingvaldsen    | 3       | 4      |
| 78.     | Stefan Hula              | 4       | 4      |
| 78.     | Lukáš Hlava              | 8       | 4      |
| 78.     | Nicholas Alexander       | 6       | 4      |
| 82.     | Pius Paschke             | 2       | 2      |
| 82.     | Choi Seou                | 8       | 2      |
| 82.     | Kenshirō Itō             | 6       | 2      |
| 85.     | Harri Olli               | 5       | 1      |
| 85.     | Aleksiej Romaszow        | 2       | 1      |
| 85.     | Simon Greiderer          | 2       | 1      |

### Klasyfikacja generalna Pucharu Narodów
Stan po zakończeniu sezonu.
| Miejsce | Państwo           | Występy | Ind. | Druż. | Razem |
| ------- | ----------------- | ------- | ---- | ----- | ----- |
| 1.      | Niemcy            | 36      | 3883 | 1650  | 5533  |
| 2.      | Norwegia          | 36      | 3896 | 1600  | 5496  |
| 3.      | Austria           | 36      | 4043 | 1150  | 5193  |
| 4.      | Słowenia          | 36      | 3594 | 1400  | 4994  |
| 5.      | Japonia           | 36      | 2251 | 1250  | 3501  |
| 6.      | Polska            | 36      | 1582 | 700   | 2282  |
| 7.      | Czechy            | 35      | 1289 | 550   | 1839  |
| 8.      | Szwajcaria        | 30      | 850  | 100   | 950   |
| 9.      | Finlandia         | 35      | 410  | 350   | 760   |
| 10.     | Rosja             | 32      | 287  | 200   | 487   |
| 11.     | Francja           | 26      | 192  | 0     | 192   |
| 12.     | Włochy            | 22      | 48   | 50    | 98    |
| 13.     | Bułgaria          | 19      | 11   | –     | 11    |
| 14.     | Stany Zjednoczone | 16      | 4    | 0     | 4     |
| 15.     | Korea Południowa  | 9       | 2    | 0     | 2     |

### KlasyfikacjaTurnieju Czterech Skoczni
Stan po zakończeniu 63. Turnieju Czterech Skoczni.
| Miejsce | Zawodnik                 | Występy | Punkty |
| ------- | ------------------------ | ------- | ------ |
| 1.      | Stefan Kraft             | 4       | 1106,7 |
| 2.      | Michael Hayböck          | 4       | 1100,7 |
| 3.      | Peter Prevc              | 4       | 1077,2 |
| 4.      | Noriaki Kasai            | 4       | 1074,8 |
| 5.      | Anders Jacobsen          | 4       | 1060,1 |
| 6.      | Richard Freitag          | 4       | 1056,8 |
| 7.      | Gregor Schlierenzauer    | 4       | 1050,2 |
| 8.      | Severin Freund           | 4       | 1022,5 |
| 9.      | Roman Koudelka           | 4       | 1013,4 |
| 10.     | Kamil Stoch              | 4       | 1009,4 |
| 11.     | Anders Fannemel          | 4       | 981,1  |
| 12.     | Marinus Kraus            | 4       | 954,9  |
| 13.     | Michael Neumayer         | 4       | 932,8  |
| 14.     | Stephan Leyhe            | 4       | 931,8  |
| 15.     | Dmitrij Wasiljew         | 4       | 924,9  |
| 16.     | Thomas Diethart          | 4       | 899,8  |
| 17.     | Simon Ammann             | 4       | 898,9  |
| 18.     | Rune Velta               | 4       | 852,0  |
| 19.     | Piotr Żyła               | 4       | 819,4  |
| 20.     | Anders Bardal            | 4       | 810,7  |
| 21.     | Johann André Forfang     | 4       | 802,1  |
| 22.     | Jernej Damjan            | 4       | 771,9  |
| 23.     | Andreas Kofler           | 4       | 720,9  |
| 24.     | Taku Takeuchi            | 3       | 713,0  |
| 25.     | Phillip Sjøen            | 4       | 701,5  |
| 26.     | Nejc Dežman              | 4       | 669,8  |
| 27.     | Matjaž Pungertar         | 4       | 669,7  |
| 28.     | Jan Matura               | 3       | 658,7  |
| 29.     | Robert Kranjec           | 4       | 657,5  |
| 30.     | Lauri Asikainen          | 4       | 647,4  |
| 31.     | Jarkko Määttä            | 4       | 635,8  |
| 32.     | Daiki Itō                | 3       | 604,5  |
| 33.     | Daniel Wenig             | 4       | 561,3  |
| 34.     | Gregor Deschwanden       | 3       | 558,1  |
| 35.     | Władisław Bojarincew     | 4       | 556,1  |
| 36.     | Dawid Kubacki            | 4       | 535,8  |
| 37.     | Aleksander Zniszczoł     | 4       | 502,0  |
| 38.     | Junshirō Kobayashi       | 4       | 492,3  |
| 39.     | Manuel Fettner           | 2       | 446,0  |
| 40.     | Daniel-André Tande       | 3       | 439,2  |
| 41.     | Kento Sakuyama           | 4       | 424,4  |
| 42.     | Anssi Koivuranta         | 4       | 396,6  |
| 43.     | Ilmir Chazietdinow       | 2       | 325,6  |
| 44.     | Vincent Descombes Sevoie | 2       | 304,6  |
| 45.     | Manuel Poppinger         | 2       | 304,3  |
| 46.     | Jakub Janda              | 3       | 303,9  |
| 47.     | Ronan Lamy Chappuis      | 2       | 303,5  |
| 48.     | Andreas Wank             | 2       | 296,4  |
| 49.     | Rok Justin               | 2       | 195,8  |
| 50.     | Markus Eisenbichler      | 2       | 195,4  |
| 51.     | Sami Niemi               | 2       | 192,8  |
| 52.     | Nicholas Fairall         | 2       | 189,0  |
| 53.     | Clemens Aigner           | 2       | 187,1  |
| 54.     | Władimir Zografski       | 2       | 185,2  |
| 55.     | Davide Bresadola         | 2       | 181,2  |
| 56.     | Michaił Maksimoczkin     | 2       | 175,4  |
| 57.     | Matthew Rowley           | 1       | 116,1  |
| 58.     | Karl Geiger              | 1       | 104,8  |
| 59.     | Elias Tollinger          | 1       | 100,4  |
| 60.     | Bartłomiej Kłusek        | 1       | 98,1   |
| 61.     | Choi Seou                | 1       | 91,0   |
| 62.     | Klemens Murańka          | 1       | 90,6   |
| 63.     | Reruhi Shimizu           | 1       | 89,5   |
| 64.     | Tim Fuchs                | 1       | 76,6   |
| 65.     | Anže Lanišek             | 1       | 66,4   |
| 66.     | Jan Ziobro               | 1       | 66,1   |

### Klasyfikacja generalna Pucharu Świata w lotach narciarskich
Stan po zakończeniu sezonu.
| Miejsce | Państwo                  | Występy | Punkty |
| ------- | ------------------------ | ------- | ------ |
| 1.      | Peter Prevc              | 5       | 345    |
| 2.      | Severin Freund           | 5       | 336    |
| 3.      | Jurij Tepeš              | 5       | 287    |
| 4.      | Noriaki Kasai            | 5       | 227    |
| 5.      | Rune Velta               | 5       | 200    |
| 6.      | Anders Fannemel          | 5       | 197    |
| 7.      | Stefan Kraft             | 3       | 190    |
| 8.      | Johann André Forfang     | 5       | 151    |
| 9.      | Michael Neumayer         | 5       | 107    |
| 10.     | Daiki Itō                | 5       | 99     |
| 11.     | Andreas Stjernen         | 4       | 96     |
| 11.     | Piotr Żyła               | 5       | 96     |
| 13.     | Michael Hayböck          | 3       | 91     |
| 14.     | Markus Eisenbichler      | 5       | 90     |
| 15.     | Jernej Damjan            | 5       | 78     |
| 16.     | Kamil Stoch              | 2       | 77     |
| 17.     | Taku Takeuchi            | 5       | 68     |
| 18.     | Gregor Schlierenzauer    | 3       | 58     |
| 19.     | Richard Freitag          | 3       | 52     |
| 19.     | Kenneth Gangnes          | 3       | 52     |
| 21.     | Robert Kranjec           | 5       | 49     |
| 22.     | Manuel Poppinger         | 5       | 48     |
| 22.     | Dmitrij Wasiljew         | 3       | 48     |
| 24.     | Nejc Dežman              | 5       | 47     |
| 25.     | Manuel Fettner           | 3       | 44     |
| 26.     | Vincent Descombes Sevoie | 4       | 39     |
| 27.     | Anders Jacobsen          | 3       | 36     |
| 28.     | Anže Semenič             | 3       | 35     |
| 28.     | Roman Koudelka           | 3       | 35     |
| 30.     | Marinus Kraus            | 2       | 33     |
| 31.     | Junshirō Kobayashi       | 3       | 26     |
| 32.     | Gregor Deschwanden       | 4       | 24     |
| 33.     | Jarkko Määttä            | 3       | 21     |
| 34.     | Shōhei Tochimoto         | 2       | 20     |
| 34.     | Jan Matura               | 2       | 20     |
| 36.     | Aleksander Zniszczoł     | 3       | 17     |
| 37.     | Stephan Leyhe            | 5       | 16     |
| 37.     | Tom Hilde                | 2       | 16     |
| 39.     | Klemens Murańka          | 1       | 14     |
| 40.     | Antonín Hájek            | 3       | 13     |
| 40.     | Phillip Sjøen            | 1       | 13     |
| 42.     | Daniel-André Tande       | 1       | 12     |
| 43.     | Ulrich Wohlgenannt       | 2       | 11     |
| 44.     | Thomas Diethart          | 1       | 10     |
| 45.     | Kento Sakuyama           | 2       | 9      |
| 46.     | Janne Ahonen             | 1       | 8      |
| 46.     | Davide Bresadola         | 2       | 8      |
| 48.     | Rok Justin               | 1       | 5      |
| 49.     | Ole Marius Ingvaldsen    | 1       | 4      |
| 50.     | Joachim Hauer            | 1       | 3      |
| 51.     | Lauri Asikainen          | 1       | 2      |
| 51.     | Pius Paschke             | 2       | 2      |
| 51.     | Daniel Wenig             | 1       | 2      |
| 54.     | Harri Olli               | 2       | 1      |
| 54.     | Simon Greiderer          | 2       | 1      |
| 54.     | Matjaž Pungertar         | 3       | 1      |

## Zwycięzcy kwalifikacji do zawodów
Przed każdymi zawodami Pucharu Świata rozgrywane są kwalifikacje, których 40 najlepszych uczestników (30 w przypadku konkursów lotów) bierze udział w konkursie głównym. Pierwsza dziesiątka klasyfikacji generalnej Pucharu Świata udział w konkursie ma zapewniony, a ich ewentualne skoki w serii kwalifikacyjnej nie są oceniane przez sędziów. W przypadku braku startu zawodnika sklasyfikowanego w pierwszej dziesiątce klasyfikacji generalnej, automatyczną kwalifikację uzyskuje kolejny zawodnik spoza czołowej dziesiątki.
| Nr  | Data kwalifikacji | Data konkursu     | Miejsce                | Zawodnik              | Źr.    |
| --- | ----------------- | ----------------- | ---------------------- | --------------------- | ------ |
| 1.  | 21 listopada 2014 | 23 listopada 2014 | Klingenthal            | Roman Koudelka        | [ 14 ] |
| 2.  | 27 listopada 2014 | 28 listopada 2014 | Ruka                   | Anders Bardal         | [ 15 ] |
| 3.  | 29 listopada 2014 | 29 listopada 2014 | Ruka                   | Severin Freund        | [ 16 ] |
| 4.  | 5 grudnia 2014    | 6 grudnia 2014    | Lillehammer            | Junshirō Kobayashi    | [ 17 ] |
| 5.  | 7 grudnia 2014    | 7 grudnia 2014    | Lillehammer            | Andreas Kofler        | [ 18 ] |
| 6.  | 12 grudnia 2014   | 13 grudnia 2014   | Niżny Tagił            | Jarkko Määttä         | [ 19 ] |
| 7.  | 14 grudnia 2014   | 14 grudnia 2014   | Niżny Tagił            | kwalifikacje odwołane |        |
| 7.  | 19 grudnia 2014   | 20 grudnia 2014   | Engelberg              | Jernej Damjan         | [ 20 ] |
| 8.  | 21 grudnia 2014   | 21 grudnia 2014   | Engelberg              | Richard Freitag       | [ 21 ] |
| 9.  | 27 grudnia 2014   | 29 grudnia 2014   | Oberstdorf             | Peter Prevc           | [ 22 ] |
| 10. | 31 grudnia 2014   | 1 stycznia 2015   | Garmisch-Partenkirchen | Anders Jacobsen       | [ 23 ] |
| 11. | 3 stycznia 2014   | 4 stycznia 2015   | Innsbruck              | Michael Hayböck       | [ 24 ] |
| 12. | 5 stycznia 2015   | 6 stycznia 2015   | Bischofshofen          | Michael Hayböck       | [ 25 ] |
| 13. | 9 stycznia 2015   | 10 stycznia 2015  | Bad Mitterndorf        | Jurij Tepeš           | [ 26 ] |
| 14. | 11 stycznia 2015  | 11 stycznia 2015  | Bad Mitterndorf        | kwalifikacje odwołane |        |
| 14. | 15 stycznia 2015  | 15 stycznia 2015  | Wisła                  | Maciej Kot            | [ 27 ] |
| 15. | 18 stycznia 2015  | 18 stycznia 2015  | Zakopane               | Kamil Stoch           | [ 28 ] |
| 16. | 24 stycznia 2015  | 24 stycznia 2015  | Sapporo                | Manuel Poppinger      | [ 29 ] |
| 17. | 25 stycznia 2015  | 25 stycznia 2015  | Sapporo                | Daiki Itō             | [ 30 ] |
| 18. | 30 stycznia 2015  | 30 stycznia 2015  | Willingen              | Jurij Tepeš           | [ 31 ] |
| 19. | 1 lutego 2015     | 1 lutego 2015     | Willingen              | Piotr Żyła            | [ 32 ] |
| 20. | 7 lutego 2015     | 7 lutego 2015     | Titisee-Neustadt       | Markus Eisenbichler   | [ 33 ] |
| 21. | 8 lutego 2015     | 8 lutego 2015     | Titisee-Neustadt       | Ville Larinto         | [ 34 ] |
| 22. | 13 lutego 2015    | 14 lutego 2015    | Vikersund              | Anders Fannemel       | [ 35 ] |
| 23. | 15 lutego 2015    | 15 lutego 2015    | Vikersund              | Andreas Stjernen      | [ 36 ] |
| 24. | 6 marca 2015      | 8 marca 2015      | Lahti                  | Anders Jacobsen       | [ 37 ] |
| 25. | 10 marca 2015     | 10 marca 2015     | Kuopio                 | kwalifikacje odwołane |        |
| 25. | 12 marca 2015     | 12 marca 2015     | Trondheim              | Piotr Żyła            | [ 38 ] |
| 26. | 14 marca 2015     | 14 marca 2015     | Oslo                   | Markus Eisenbichler   | [ 39 ] |
| 27. | 15 marca 2015     | 15 marca 2015     | Oslo                   | Piotr Żyła            | [ 40 ] |
| 28. | 19 marca 2015     | 20 marca 2015     | Planica                | Anže Semenič          | [ 41 ] |

## Liderzy klasyfikacji generalnej Pucharu Świata
Pozycja lidera Pucharu Świata należy do zawodnika, który w dotychczas rozegranych zawodach zgromadził najwięcej punktów do klasyfikacji generalnej cyklu. W przypadku równej liczby punktów, liderem Pucharu Świata jest ten zawodnik, który ma na swoim koncie więcej wygranych konkursów. W konkursie inaugurującym nowy sezon, rolę lidera przyjmuje zawodnik, który zwyciężył w poprzedniej edycji.
| Nr  | Zawodnik        | Data objęcia pozycji lidera | Miasto                | Data utraty pozycji lidera | Miasto                | Liczba konkursów |
| --- | --------------- | --------------------------- | --------------------- | -------------------------- | --------------------- | ---------------- |
| 1.  | Kamil Stoch     | Triumfator PŚ 2013/14       | Triumfator PŚ 2013/14 | 23 listopada 2014          | Klingenthal           | 1                |
| 2.  | Roman Koudelka  | 23 listopada 2014           | Klingenthal           | 28 listopada 2014          | Ruka                  | 1                |
| 3.  | Simon Ammann    | 28 listopada 2014           | Ruka                  | 7 grudnia 2014             | Lillehammer           | 3                |
| 4.  | Roman Koudelka  | 7 grudnia 2014              | Lillehammer           | 13 grudnia 2014            | Niżny Tagił           | 1                |
| 5.  | Anders Fannemel | 13 grudnia 2014             | Niżny Tagił           | 29 grudnia 2014            | Oberstdorf            | 4                |
| 6.  | Michael Hayböck | 29 grudnia 2014             | Oberstdorf            | 15 stycznia 2015           | Wisła                 | 5                |
| 7.  | Stefan Kraft    | 15 stycznia 2015            | Wisła                 | 14 lutego 2015             | Vikersund             | 8                |
| 8.  | Peter Prevc     | 14 lutego 2015              | Vikersund             | 10 marca 2015              | Kuopio                | 3                |
| 9.  | Stefan Kraft    | 10 marca 2015               | Kuopio                | 12 marca 2015              | Trondheim             | 1                |
| 10. | Severin Freund  | 12 marca 2015               | Trondheim             | Triumfator PŚ 2014/15      | Triumfator PŚ 2014/15 | 4                |

## Kwoty startowe
Na podstawie Światowej Listy Rankingowej (WRL) wyznaczono kwoty startowe dla poszczególnych krajów na dane periody Pucharu Świata 2014/2015. Kwota oznacza maksymalną liczbę reprezentantów, którą dany kraj ma prawo wystawić w zawodach. Państwo, będące gospodarzem zawodów może w swoim kraju dwa razy w sezonie wystawić dodatkowo grupę krajową, składającą się z maksymalnie sześciu skoczków.
Poniżej wykaz kwot startowych, przysługujących danym krajom w poszczególnych periodach. Państwa, których nie podano w poniższej tabeli mogą wystawić do każdego konkursu co najwyżej dwóch skoczków.
W przypadku, gdy w dany weekend rozgrywane są zawody indywidualne i drużynowe, każdy kraj mający kwotę niższą niż 4 skoczków, wyjątkowo może wystawić do konkursu indywidualnego czterech zawodników posiadających prawo startu w PŚ.
| Letnie Grand Prix |               |       |               |       |               |       |               |       |               |
| Kwota             | Reprezentacja | Kwota | Reprezentacja | Kwota | Reprezentacja | Kwota | Reprezentacja | Kwota | Reprezentacja |
| 7                 | Niemcy        | 7     | Austria       | 7     | Norwegia      | 7     | Norwegia      | 7     | Austria       |
| 7                 | Polska        | 7     | Niemcy        | 7     | Słowenia      | 7     | Słowenia      | 7     | Niemcy        |
| 7                 | Słowenia      | 7     | Norwegia      | 6     | Austria       | 6     | Austria       | 7     | Słowenia      |
| 6                 | Austria       | 6     | Japonia       | 6     | Japonia       | 6     | Japonia       | 6     | Japonia       |
| 6                 | Norwegia      | 6     | Polska        | 6     | Niemcy        | 6     | Niemcy        | 6     | Norwegia      |
| 5                 | Japonia       | 6     | Słowenia      | 6     | Polska        | 5     | Polska        | 4     | Czechy        |
| 4                 | Czechy        | 4     | Czechy        | 4     | Czechy        | 4     | Czechy        | 4     | Finlandia     |
| 4                 | Finlandia     | 4     | Finlandia     | 4     | Finlandia     | 4     | Finlandia     | 4     | Polska        |
| 4                 | Rosja         | 4     | Rosja         | 4     | Rosja         | 4     | Rosja         | 4     | Rosja         |
| 4                 | Szwajcaria    | 4     | Szwajcaria    | 4     | Szwajcaria    | 4     | Szwajcaria    | 4     | Szwajcaria    |
| 3                 | Włochy        | 3     | Włochy        | 3     | Włochy        | 3     | Francja       | 3     | Francja       |
| –                 | –             | –     | –             | –     | –             | 3     | Włochy        | 3     | Włochy        |

### Informacje o periodach
- I period: LGP
- II period: LGP
- III period: 22 listopada – 21 grudnia (9 konkursów indywidualnych i 1 drużynowy)
- IV period: 29 grudnia – 6 stycznia (Turniej Czterech Skoczni – 4 konkursy indywidualne)
- V period: 10 stycznia – 25 stycznia (5 konkursów indywidualnych i 1 drużynowy)
- VI period: 30 stycznia – 15 lutego (6 konkursów indywidualnych i 1 drużynowy)
- VII period: 7 marca – 22 marca (7 konkursów indywidualnych i 2 drużynowe)